# 簡易無線
簡易無線（かんいむせん）は、27MHz帯、150MHz帯、400MHz帯（348MHz帯、351MHz帯、 465MHz帯、 467MHz帯、468MHz帯の総称）

、50GHz帯を利用する無線通信システムである。CR（Convenience Radio）という略称で呼ばれることがある。
27MHz帯の無線電話（音声通信）として規定されていたものは市民ラジオの制度に、900MHz帯に規定されていたものはパーソナル無線に詳述されているので本項目では最小限の記述にとどめる。

## 定義
総務省令電波法施行規則第4条第1項第25号に簡易無線局を「簡易無線業務を行う無線局」と、簡易無線業務を第3条第1項第16号に「簡易な業務のために行う無線通信業務」と定義している。
また、総務省令無線局（基幹放送局を除く。）の開設の根本的基準第2条第5号には、簡易無線業務用無線局を「簡易な無線通信業務を行うために開設する無線局」と意義付けている。

## 開設の基準
無線局（基幹放送局を除く。）の開設の根本的基準第7条による。
簡易無線業務用無線局は、次の各号の条件を満たすものでなければならない。 
1 その局は、免許人以外の者の使用に供するものでないこと。
2 その局を開設する目的、通信の相手方の選定及び通信事項が法令に違反せず、且つ、公共の福祉を害しないものであること。
3 その局を開設することが既設の無線局等の運用又は電波の監視に支障を与えないこと。
- この基準は、他の業務の局よりも簡素なものである。電波法制定時に電波の利用を普及させる為、条件を簡略にしたことによる。

## 概要
無線電話の使用が主であるが、データや画像・動画の伝送ができる機器もある。
利用にあたっては、総合通信局（沖縄総合通信事務所を含む。）より、351MHz帯以外は無線局免許状の、351MHz帯は無線局登録状の取得を要する。
それぞれ、免許局、登録局と呼ばれる。
#免許・登録、#操作に見る通り、無線従事者は必要としない。

## 種類
周波数割当計画に簡易無線通信業務用に割り当てられた周波数を基にした電波法施行規則に基づく告示
の各号に規定された種類毎に、空中線電力、電波型式による変調方式及び無線設備規則の技術基準並びにこれに基づく電波産業会（略称はARIB、旧称は電波システム開発センターで略称はRCR）策定の標準規格やその他による情報を次の表に示す。
原則として使用できるのは、日本国内の陸上（河川、湖沼その他これらに準ずる水域又は防波堤若しくはこれに準ずる施設の内側の水域を含む。）
で海上または上空すなわち船舶（船舶内のみの使用は可）または航空機からの使用はできない。

2019年（平成31年）1月1日現在
| 周波数帯 | 周波数                                                                          | 空中線電力                          | 備考 | 備考 |
| --- | ------------------------------------------------------------------------------- | ----------------------------------- | --- | --- |
| 27MHz帯 | 事実上廃止されているので#廃止を参照                                             | 事実上廃止されているので#廃止を参照 | 事実上廃止されているので#廃止を参照 | 事実上廃止されているので#廃止を参照 |
| 150MHz帯 | 154.45MHz～ 154.61MHzまで 20kHz間隔の9波                                        | 最大5W                              | - 周波数変調(FM)（アナログ）方式の音声通信用 - 送信空中線は水平面内無指向性で地上高30m以下でなければならない。 - RCR STD-9 150MHz帯簡易無線局の無線設備 | - 一筐体にアナログとデジタルの計37波を搭載できる。 |
| 150MHz帯 | 154.44375MHz～ 154.61250MHzまで 6.25kHz間隔の28波                               | 最大5W                              | - 「デジタル簡易無線」と呼ばれる。 - デジタル方式の音声通信およびデータや画像伝送に使用できる。 - 19波が音声通信用、9波がデータ伝送用である。 - ARIB STD-T98 デジタル簡易無線局の無線設備 | - 一筐体にアナログとデジタルの計37波を搭載できる。 |
| 348MHz帯 | 348.5625MHz～ 348.7750MHzまで 12.5kHz間隔の18波 348.7875MHz 348.8000MHz         | 最大1W                              | - 「新簡易無線」、「小エリア無線」と呼ばれる。 - FM方式の音声通信に主として使用されているがデータ伝送にも使用できる。 - 1筐体に18波（通話波）及び348.7875MHz、348.8000MHz（データ伝送波）の計20波を搭載できる。 - RCR STD-44 小エリア無線通信システムの無線設備 | - 「新簡易無線」、「小エリア無線」と呼ばれる。 - FM方式の音声通信に主として使用されているがデータ伝送にも使用できる。 - 1筐体に18波（通話波）及び348.7875MHz、348.8000MHz（データ伝送波）の計20波を搭載できる。 - RCR STD-44 小エリア無線通信システムの無線設備 |
| 351MHz帯 | 351.16875MHz～ 351.19375MHzまで 6.25kHz間隔の5波                                | 最大1W                              | - 「デジタル簡易無線」と呼ばれる。 - デジタル方式の音声通信用に主として使用されているが、データ信号用装置を付加し、データや画像伝送または中継器に接続し通信範囲を拡大できる。 - ARIB STD-T98 デジタル簡易無線局の無線設備 | - 一筐体に5波すべてを搭載している。 - 日本国内の陸上及び周辺海上とその上空で使用できる。 |
| 351MHz帯 | 351.20000MHz～ 351.38125MHzまで 6.25kHz間隔の30波                               | 最大5W                              | - 「デジタル簡易無線」と呼ばれる。 - デジタル方式の音声通信用に主として使用されているが、データ信号用装置を付加し、データや画像伝送または中継器に接続し通信範囲を拡大できる。 - ARIB STD-T98 デジタル簡易無線局の無線設備 | - 一筐体に30波すべてを搭載している。 - 上空使用できる5波が受信できる機種もある。 - 日本国内の陸上及び周辺海上で使用できる。 |
| 465MHz帯 | 465.0375MHz～ 465.1500MHzまで 12.5kHz間隔の10波                                 | 最大5W                              | - アナログ方式の音声通信用 - 送信空中線は水平面内無指向性で地上高30m以下でなければならない。 - RCR STD-10 400MHz帯簡易無線局の無線設備 | - 一筐体に三つの周波数帯の計100波を搭載できる。（デュアル機と呼ばれる。） - デジタルは日本国内の陸上及び周辺海上で使用できる。 |
| 467MHz帯 | 467.00000MHz～ 467.40000MHzまで 6.25kHz間隔の65波                               | 最大5W                              | - 「デジタル簡易無線」と呼ばれる。 - デジタル方式の音声通信用に主として使用されているが、データ信号用装置を付加し、データや画像伝送または中継器に接続し通信範囲を拡大できる。 - ARIB STD-T98 デジタル簡易無線局の無線設備 | - 一筐体に三つの周波数帯の計100波を搭載できる。（デュアル機と呼ばれる。） - デジタルは日本国内の陸上及び周辺海上で使用できる。 |
| 468MHz帯 | 468.55MHz～ 468.85MHzまで 12.5kHz間隔の25波                                     | 最大5W                              | - アナログ方式の音声通信用 - 送信空中線は水平面内無指向性で地上高30m以下でなければならない。 - RCR STD-10 400MHz帯簡易無線局の無線設備 | - 一筐体に三つの周波数帯の計100波を搭載できる。（デュアル機と呼ばれる。） - デジタルは日本国内の陸上及び周辺海上で使用できる。 |
| 50GHz帯 | 50.44GHz～ 50.62GHzまで 10MHz間隔の19波 50.94GHz～ 51.12GHzまで 10MHz間隔の19波 | 最大30mW                            | - 変調方式の規定はなく、アナログもデジタルも使用できる。 - 音声通信、データ伝送、画像、動画伝送に使用できる。 - 送信空中線の絶対利得は45dB以下でなければならない。 - 主に「パソリンク」（NECネットワークプロダクツの商品名）などにより近距離のデータ、動画伝送に使用される。 - 降雨時には大きな減衰を受ける。晴天時でも空気中の水蒸気などの気体により減衰するので回線設計にあたっては天候を考慮することが必須となる。晴天時のみであれば10～20km程度の伝送が可能である。 | - 変調方式の規定はなく、アナログもデジタルも使用できる。 - 音声通信、データ伝送、画像、動画伝送に使用できる。 - 送信空中線の絶対利得は45dB以下でなければならない。 - 主に「パソリンク」（NECネットワークプロダクツの商品名）などにより近距離のデータ、動画伝送に使用される。 - 降雨時には大きな減衰を受ける。晴天時でも空気中の水蒸気などの気体により減衰するので回線設計にあたっては天候を考慮することが必須となる。晴天時のみであれば10～20km程度の伝送が可能である。 |
| 150MHz帯と400MHz帯についての補遺 - アナログには自動識別装置の、デジタルには呼出名称記憶装置の搭載が義務付けられている。 - 400MHz帯デジタルは、免許局・登録局とも日本周辺の海上でも使用できる。これは排他的経済水域（沿岸から200海里）で使用できることを意味するが、船舶局の代用ではなく、海上交通管制には使用できない。 - 400MHz帯デジタルには、免許局と登録局を一つの筐体に搭載するものがある。 免許局 - 免許状には「通信の相手方」があり、免許人所属の簡易無線局（異免許人間通信を同意した他の免許人所属の簡易無線局を含む。）としか交信できない。また、「通信事項」も「簡易な事項」とされ、免許人の事業に関する内容が対象である。 - 主に中小零細な法人・団体の業務連絡に使用される。また、「エリアトーク」（同名の会社で開発した商品名）などの自治会向けの同報通信システムにも使われることがある。 登録局 - 登録状には「通信の相手方」は無く不特定の相手と交信できる。また、「通信事項」も無いので交信内容も自由である。 - 免許局と同様な用途はもちろん、アマチュア無線に類似した交信もできる。上空使用できるものはスカイスポーツにも利用される。 - 災害時に、総務省は地方公共団体や災害対策本部の要請により無償貸与する。 |                                                                                 |                                     | | |

チャネル番号
電波産業会標準規格にあるものを次表に掲げる。
2012年（平成24年）12月18日現在
| 150MHz帯 | 150MHz帯     | 150MHz帯 | 150MHz帯     | 400MHz帯 | 400MHz帯     | 400MHz帯 | 400MHz帯     | 400MHz帯 | 400MHz帯     | 400MHz帯         |
| -------- | ------------ | -------- | ------------ | -------- | ------------ | -------- | ------------ | -------- | ------------ | ---------------- |
| 150MHz帯 | 150MHz帯     | 150MHz帯 | 150MHz帯     | 免許局   | 免許局       | 免許局   | 免許局       | 登録局   | 登録局       | 登録局           |
| アナログ | アナログ     | デジタル | デジタル     | アナログ | アナログ     | デジタル | デジタル     | 登録局   | 登録局       | 登録局           |
| ch       | 周波数       | ch       | 周波数       | ch       | 周波数       | ch       | 周波数       | ch       | 周波数       | 備考             |
| 1        | 154.45MHz    | 1        | 154.44375MHz | 1        | 465.0375MHz  | 1        | 467.00000MHz | S1       | 351.16875MHz | 上空利用できる。 |
| 2        | 154.47MHz    | 2        | 154.45000MHz | 2        | 465.0500MHz  | 2        | 467.00625MHz | S2       | 351.17500MHz | 上空利用できる。 |
| 3        | 154.49MHz    | 3        | 154.45625MHz | 3        | 465.0625MHz  | 3        | 467.01250MHz | S3       | 351.18125MHz | 上空利用できる。 |
| 4        | 154.51MHz    | 4        | 154.46250MHz | 4        | 465.0750MHz  | 4        | 467.01875MHz | S4       | 351.18750MHz | 上空利用できる。 |
| 5        | 154.53MHz    | 5        | 154.46875MHz | 5        | 465.0875MHz  | 5        | 467.02500MHz | S5       | 351.19375MHz | 上空利用できる。 |
| 6        | 154.55MHz    | 6        | 154.47500MHz | 6        | 465.1000MHz  | 6        | 467.03125MHz | 1        | 351.20000MHz |                  |
| 7        | 154.57MHz    | 7        | 154.48125MHz | 7        | 465.1125MHz  | 7        | 467.03750MHz | 2        | 351.20625MHz |                  |
| 8        | 154.59MHz    | 8        | 154.48750MHz | 8        | 465.1250MHz  | 8        | 467.04375MHz | 3        | 351.21250MHz |                  |
| 9        | 154.61MHz    | 9        | 154.49375MHz | 9        | 465.1375MHz  | 9        | 467.05000MHz | 4        | 351.21875MHz |                  |
|          |              | 10       | 154.50000MHz | 10       | 465.1500MHz  | 10       | 467.05625MHz | 5        | 351.22500MHz |                  |
| 11       | 154.50625MHz | 11       | 468.5500MHz  | 11       | 467.06250MHz | 6        | 351.23125MHz |          |              |                  |
| 12       | 154.51250MHz | 12       | 468.5625MHz  | 12       | 467.06875MHz | 7        | 351.23750MHz |          |              |                  |
| 13       | 154.51875MHz | 13       | 468.5750MHz  | 13       | 467.07500MHz | 8        | 351.24375MHz |          |              |                  |
| 14       | 154.52500MHz | 14       | 468.5875MHz  | 14       | 467.08125MHz | 9        | 351.25000MHz |          |              |                  |
| 15       | 154.53125MHz | 15       | 468.6000MHz  | 15       | 467.08750MHz | 10       | 351.25625MHz |          |              |                  |
| 16       | 154.53750MHz | 16       | 468.6125MHz  | 16       | 467.09375MHz | 11       | 351.26250MHz |          |              |                  |
| 17       | 154.54375MHz | 17       | 468.6250MHz  | 17       | 467.10000MHz | 12       | 351.26875MHz |          |              |                  |
| 18       | 154.55000MHz | 18       | 468.6375MHz  | 18       | 467.10625MHz | 13       | 351.27500MHz |          |              |                  |
| 19       | 154.55625MHz | 19       | 468.6500MHz  | 19       | 467.11250MHz | 14       | 351.28125MHz |          |              |                  |
| 20       | 154.56250MHz | 20       | 468.6625MHz  | 20       | 467.11875MHz | 15       | 351.28750MHz |          |              |                  |
| 21       | 154.56875MHz | 21       | 468.6750MHz  | 21       | 467.12500MHz | 16       | 351.29375MHz |          |              |                  |
| 22       | 154.57500MHz | 22       | 468.6875MHz  | 22       | 467.13125MHz | 17       | 351.30000MHz |          |              |                  |
| 23       | 154.58125MHz | 23       | 468.7000MHz  | 23       | 467.13750MHz | 18       | 351.30625MHz |          |              |                  |
| 24       | 154.58750MHz | 24       | 468.7125MHz  | 24       | 467.14375MHz | 19       | 351.31250MHz |          |              |                  |
| 25       | 154.59375MHz | 25       | 468.7250MHz  | 25       | 467.15000MHz | 20       | 351.31875MHz |          |              |                  |
| 26       | 154.60000MHz | 26       | 468.7375MHz  | 26       | 467.15625MHz | 21       | 351.32500MHz |          |              |                  |
| 27       | 154.60625MHz | 27       | 468.7500MHz  | 27       | 467.16250MHz | 22       | 351.33125MHz |          |              |                  |
| 28       | 154.61250MHz | 28       | 468.7625MHz  | 28       | 467.16875MHz | 23       | 351.33750MHz |          |              |                  |
|          |              | 29       | 468.7750MHz  | 29       | 467.17500MHz | 24       | 351.34375MHz |          |              |                  |
| 30       | 468.7875MHz  | 30       | 467.18125MHz | 25       | 351.35000MHz |          |              |          |              |                  |
| 31       | 468.8000MHz  | 31       | 467.18750MHz | 26       | 351.35625MHz |          |              |          |              |                  |
| 32       | 468.8125MHz  | 32       | 467.19375MHz | 27       | 351.36250MHz |          |              |          |              |                  |
| 33       | 468.8250MHz  | 33       | 467.20000MHz | 12       | 351.36875MHz |          |              |          |              |                  |
| 34       | 468.8375MHz  | 34       | 467.20625MHz | 29       | 351.37500MHz |          |              |          |              |                  |
| 35       | 468.8500MHz  | 35       | 467.21250MHz | 30       | 351.38125MHz |          |              |          |              |                  |
|          |              | 36       | 467.21875MHz |          |              |          |              |          |              |                  |
| 37       | 467.22500MHz |          |              |          |              |          |              |          |              |                  |
| 38       | 467.23125MHz |          |              |          |              |          |              |          |              |                  |
| 39       | 467.23750MHz |          |              |          |              |          |              |          |              |                  |
| 40       | 467.24375MHz |          |              |          |              |          |              |          |              |                  |
| 41       | 467.25000MHz |          |              |          |              |          |              |          |              |                  |
| 42       | 467.25625MHz |          |              |          |              |          |              |          |              |                  |
| 43       | 467.26250MHz |          |              |          |              |          |              |          |              |                  |
| 44       | 467.26875MHz |          |              |          |              |          |              |          |              |                  |
| 45       | 467.27500MHz |          |              |          |              |          |              |          |              |                  |
| 46       | 467.28125MHz |          |              |          |              |          |              |          |              |                  |
| 47       | 467.28750MHz |          |              |          |              |          |              |          |              |                  |
| 48       | 467.29375MHz |          |              |          |              |          |              |          |              |                  |
| 49       | 467.30000MHz |          |              |          |              |          |              |          |              |                  |
| 50       | 467.30625MHz |          |              |          |              |          |              |          |              |                  |
| 51       | 467.31250MHz |          |              |          |              |          |              |          |              |                  |
| 52       | 467.31875MHz |          |              |          |              |          |              |          |              |                  |
| 53       | 467.32500MHz |          |              |          |              |          |              |          |              |                  |
| 54       | 467.33125MHz |          |              |          |              |          |              |          |              |                  |
| 55       | 467.33750MHz |          |              |          |              |          |              |          |              |                  |
| 56       | 467.34375MHz |          |              |          |              |          |              |          |              |                  |
| 57       | 467.35000MHz |          |              |          |              |          |              |          |              |                  |
| 58       | 467.35625MHz |          |              |          |              |          |              |          |              |                  |
| 59       | 467.36250MHz |          |              |          |              |          |              |          |              |                  |
| 60       | 467.36875MHz |          |              |          |              |          |              |          |              |                  |
| 61       | 467.37500MHz |          |              |          |              |          |              |          |              |                  |
| 62       | 467.38125MHz |          |              |          |              |          |              |          |              |                  |
| 63       | 467.38750MHz |          |              |          |              |          |              |          |              |                  |
| 64       | 467.39375MHz |          |              |          |              |          |              |          |              |                  |
| 65       | 467.40000MHz |          |              |          |              |          |              |          |              |                  |

### デジタル簡易無線
DigitalとCRを組み合わせDCRという略称で呼ばれる。
- 150MHz帯、467MHz帯は免許局、351MHz帯は登録局である。登録局には上空で利用できるものとできないものがある。
- 変調方式にπ/4シフトQPSK、RZSSB、4値FSKの3方式があり、相互に交信できない。

これに対応して、無線機と梱包箱およびカタログなどに下記のように種別コードが記載される。
| 変調方式      | 電波の型式      | 免許局   | 免許局   | 登録局 | 登録局（上空利用） |
| ------------- | --------------- | -------- | -------- | ------ | ------------------ |
| 変調方式      | 電波の型式      | 150MHz帯 | 467MHz帯 | 登録局 | 登録局（上空利用） |
| π/4シフトQPSK | G1C G1D G1E G1F | 1A       | 1B       | 1R     | 1S                 |
| RZSSB         | R2C R2D R3E R3F | 2A       | 2B       | 2R     | 2S                 |
| 4値FSK        | F1C F1D F1E F1F | 3A       | 3B       | 3R     | 3S                 |

商品化されているのは4値FSKのものである。
- 送信時間が5分を超えようとすると発射が停止され、この場合停止から1分経たないと送信できない[14]。
- 呼出名称記憶装置により呼出名称の自動発射が義務付けられている[15]。
- ユーザーコード、秘話機能を搭載し、チャネル毎に設定すること[6]ができる。
  - 各々3桁数字001～511、5桁数字00001～32767を設定することによる。
  - ユーザーコードは、特定の相手のみを選択受信するスケルチ機能であり、一時解除すればそのチャネルで
    - 秘話機能を設定していないときは秘話機能を設定されていない局をすべて受信できる。
    - 秘話機能を設定しているときは秘話機能の数字が一致した局のみ受信できる。

  - 秘話機能は、数字が（ユーザーコードが設定されていれば併せて）一致した局のみ受信できる。
- データ信号用装置を付加してデータや画像伝送または中継器を接続できる。また、データ伝送専用機種もある。
  - 製造者規格の定義[6]があるのみで異なるメーカーの機種間では通信または接続できない。
- 音声コーデックについて、「STD-T98」には「この規格に準拠すればケンウッドの特許の実施を無条件で許諾する」と注意がある。この特許はAMBE:Advanced Multi-Band Excitation（英語版）方式といい、参入したメーカーは一部の機種を除き採用しているので事実上統一されている。
  - AMBE方式でない機種は、「AMBE方式の無線機とは交信できません」などと広告しているので導入の際は注意を要する。

登録局
- 1S、2S、3Sの機種（上空用）は、空中線が筐体と一体化していなければならない[14]。
  - アンテナは取り外せない。
- キャリアセンス機能により他局の送信中はそのチャネルで送信できない[14]。
- 無線機をレンタルできる。
  - 登録人以外の者が使用する際には、「無線局の運用の特例に係る届出書」（レンタルの届出） の提出が必要となる。
- 不特定の者との交信ができる。
  - 1R、2R、3Rの機種（地上用）のch15（351.2875MHz）は、呼出チャネルとされユーザーコード、秘話機能が動作しない[6]。
    - パーソナル無線の群番号「00000」、アマチュア無線の「呼出周波数」、国際VHFの「ch16」に相当する。

  - 上空用に呼出チャネルは無いが、不特定の相手との交信は禁止されてはいない。
- 個人的な利用、レジャーへの利用ができる。
- 対応機種が限られるが、IP回線を介し特定小電力トランシーバーやIP電話との通信や交信範囲の拡大をできる中継器がある。

免許局
467MHz帯
- データ、画像伝送は、メーカー及びユーザーの自主規制により、ch61～65を利用している。
- LANに接続して無線機を遠隔操作、中継器動作できる機種がある。
  - インターネットへの接続は免許人の機器を確実に制御できる保証が無い為、認められない。

150MHz帯
- ch20～28は、データ、画像伝送用とされ、音声通信ができないよう設定[6]されている。

## 免許・登録
無線局の免許人として外国籍の者が原則として排除されることは、電波法第5条第1項に欠格事由として規定されているが、第2項に例外が列挙されその第7号に「自動車その他の陸上を移動するものに開設し、若しくは携帯して使用するために開設する無線局又はこれらの無線局若しくは携帯して使用するための受信設備と通信を行うために陸上に開設する移動しない無線局」があるので、これに該当するものは外国人や外国の会社・団体でも開設できる。

登録については、外国籍の排除は規定されていない。
種別コードはCR。
有効期間は免許・登録の日から5年。
351MHz帯では包括登録が認められるので任意の時点で無線設備を追加できる。
登録状にも局数は記載されない。
無線局の目的（用途）は簡易無線業務用で無線局の目的コードはCRA、通信事項は「簡易な事項」で通信事項コードもCRAである。
- 用途が簡易無線業務用のみであるので、簡易無線以外に使用できない。

免許局の無線設備は事実上、特定無線設備の技術基準適合証明等に関する規則により認証された適合表示無線設備による。
これ以外の機器による免許申請を否定するものではないが、簡易な免許手続が適用されない

ので予備免許を取得し落成検査に合格しなければならず、#操作の電波法施行規則第33条第7号(4)にもあるとおり無線従事者を要することとなる。
つまり、適合表示無線設備を使用することが事実上の必須条件である。
- 特定無線設備が制度化される以前の無線設備は、無線機器型式検定規則による検定に合格した「検定合格機器」によるものであった。

また、登録局の無線設備は適合表示無線設備でなければならない
。
申請手数料について政令電波法関係手数料令より抜粋する。
2008年（平成20年）4月1日現在
| 免許局                   | 免許局                   | 登録局            | 登録局            |
| ------------------------ | ------------------------ | ----------------- | ----------------- |
| 空中線電力1W以下         | 空中線電力1Wを超え5W以下 | 個別登録          | 包括登録          |
| 3,550円 (2,550円)        | 4,250円 (3,050円)        | 2,300円 (1,700円) | 2,900円 (2,150円) |
| （）内は電子申請による。 |                          |                   |                   |

- 免許局と登録局を一つの筐体に搭載するものは無線局の種別が異なるので、それぞれ免許申請と登録申請することを要する。

'電波利用料の料額は、電波法別表第6第1項の「移動する無線局」が適用される。
- 免許局と登録局を一つの筐体に搭載するものは、申請手数料と同様に二台分を要する。
- 包括登録については、登録の日の応当日現在の台数に適用される。[21]

電波法施行規則第38条第1項により免許局は常置場所に免許状のみ備え付ければよく、時計、無線業務日誌は不要である。
同条第9項により登録局は常置場所に登録状のみ備え付ければよい。
これらを掲示することは規定されていない。

### 表示
適合表示無線設備には、当初は技術基準適合証明の文言を含む楕円形のマークが、1991年（平成3年）9月から〒を含んだ円形のマークの表示が義務付けられている。
1995年（平成7年）4月からのマークは、技適マークである。
適合表示無線設備には技術基準適合証明番号又は工事設計認証番号の表示も必須とされ、簡易無線の機器を表す記号は、技術基準適合証明番号の英字の1字目または1-2字目にあり、種別毎に次の通りである。
2019年（平成31年）1月1日現在
| 種別 | 記号   |
| --- | ------ |
| 13560kHz(注1) | WC     |
| 27MHz帯無線操縦 | UY     |
| 150MHz帯FM、465MHz帯、468MHz帯 | TY     |
| 348MHz帯 | OZ     |
| 351MHz帯 | TV     |
| 150MHz帯デジタル、467MHz帯 | SV     |
| 900MHz帯 | R又はU |
| 920MHz帯(注2) | ZT     |
| 950MHz帯 | WU     |
| 950MHz帯 | ZT     |
| 50GHz帯 | C      |
| ■は廃止されたもの - 注1 稼動しているものは高周波利用設備として扱われる。 - 注2 簡易無線としての廃止後は陸上移動局として扱われる。 |        |

従前は工事設計認証番号にも記号を表示するものとされていた。
- 工事設計認証番号の4字目がハイフン(-)のものに記号表示は無い。

検定合格機器には、円形の検定マーク、検定番号および機器の型式名の表示が必須であり、簡易無線の記号は検定番号および機器の型式名の1字目のＣであった。
この為、150MHz帯及び400MHz帯FM機器を製造・販売業者などはC検定機と呼んでいた。（ちなみに一般業務用無線機はF検定機）

### 免許されない業務
簡易無線は、法人・団体（個人事業主を含む。）内（異免許人間通信を同意した他の免許人所属の簡易無線局を含む。）における簡易な通信や伝送を行うための無線であり、電気通信業務や海上・航空交通業務を遂行するためには免許されない。
また、鉄道・バス等の陸上交通業務や消防・防災・警備等の人命や財産を保護する業務などには、各業務の専用波が免許される。
ただ、開設の基準が簡素で無線従事者も不要であることから、専用波が財務などの理由でとれない小規模事業者が利用しているのも実情であり、一般事業用や公共事業用の無線局が免許されることが可能な事業者でも簡易無線を利用することがあるのは、無線従事者を必要とした制度化当初から見られたこと
である。
なおデジタル登録局は、個人での登録、レジャー目的での使用や不特定の相手との交信ができ、パーソナル無線も同様であった。

### 旧技術基準の無線設備の使用
無線設備規則のスプリアス発射等の強度の許容値に関する技術基準改正

により、旧技術基準に基づく無線設備が免許されるのは「平成29年11月30日」まで
、
使用は「平成34年11月30日」まで

とされた。
対象となるのは、
- 「平成2年6月18日」[35]現在の条件により検定合格した検定合格機器[36]
- 「平成17年11月30日」[37]までに認証された適合表示無線設備
- 経過措置[38]として、旧技術基準により「平成19年11月30日」までに認証された適合表示無線設備

である。
該当するのは150MHz帯アナログ方式、900MHz帯および50GHz帯のものである。
- 以後の900MHz帯の経緯は、パーソナル無線#廃止を参照

また周波数割当計画改正

により、「400MHz帯アナログ簡易無線免許局も免許されるのは「平成29年11月30日」まで、使用は「平成34年11月30日」までとされ、「デュアル機についても使用期限までにアナログ電波の発射を停止する改修を要する」とされた。
新規免許は「平成29年12月1日」以降はできないが、使用期限はコロナ禍により、150MHz帯アナログ方式および50GHz帯は「当分の間」、400MHz帯アナログは「令和6年11月30日」に延期された。
既設局の旧技術基準の無線設備に関する免許の取扱いは次の通り
「令和3年8月3日」以降の150MHz帯アナログ方式と50GHz帯
- 再免許は可能
- 「平成29年12月1日」以降の免許にあった「免許の有効期限（新技術基準の無線設備と混在する場合は旧技術基準の無線設備の使用期限）は令和4年11月30日まで」の条件は「令和4年12月1日以降、他の無線局の運用に妨害を与えない場合に限り使用することができる」との条件が付されているとみなされる。
  - 検定合格機器は設置が継続される限り検定合格の効力は有効とされるので、150MHz帯アナログ方式の検定合格機器は新たに使用期限が設定されても設置し続ける限り再免許可能

「令和3年9月1日」以降の400MHz帯アナログ方式
- 再免許は可能だが有効期限（改修しないデュアル機も含む。）は「令和6年11月30日」まで
- 「平成29年12月1日」以降の免許にあった「免許の有効期限（新技術基準の無線設備と混在する場合は旧技術基準の無線設備の使用期限）は令和4年11月30日まで」の条件は免許の有効期限（新技術基準の無線設備と混在する場合は旧技術基準の無線設備の使用期限）は令和6年11月30日まで」との条件が付されているとみなされる。

## 運用
無線局運用規則第4章 固定業務、陸上移動業務及び携帯移動業務の無線局、簡易無線局並びに非常局の運用による。
無線局運用規則第128条の2により簡易無線局は、原則として1回の通信時間は5分を超えてはならないものとし、1回の通信を終了した後は、1分以上経過した後でなければ通信を行ってはならないとしている。#デジタル簡易無線では、これが自動的に設定されている。

## 操作
電波法施行規則第33条の無線従事者を要しない「簡易な操作」の規定から簡易無線局に関係するものを抜粋する。
第4号(1)　特定無線局以外の陸上に開設した無線局でかつ海岸局、航空局、船上通信局、無線航行局、海岸地球局又は航空地球局以外のものの通信操作
- 簡易無線局も該当する。

第6号(3)　適合表示無線設備のみを使用する無線局の無線設備の外部の転換装置で電波の質に影響を及ぼさないものの技術操作
第7号(4)　第6号(3)以外の簡易無線局の無線設備の外部の転換装置で電波の質に影響を及ぼさないものの技術操作で他の無線局の無線従事者に管理されるもの
第8号　その他に別に告示するものに基づく告示に規定するプレストーク方式による無線電話の送受切替装置の技術操作
#免許・登録にもあるように、簡易無線局には事実上無線従事者が不要である。

## 検査
- 落成検査は、上述の通り適合表示無線設備を使用すれば、簡易な免許手続の対象とされて行われない。
- 定期検査は、電波法施行規則第41条の2の6第23号により行われない。
- 変更検査は、落成検査と同様である。

## 沿革
| 年                           | できごと |
| ---------------------------- | --- |
| 1950年 (昭和25年)            | 電波法成立時に、米国の"Citizens Radio Service"制度にならった簡易無線が制度化された。 電波法施行規則および無線局（放送局を除く。）の開設の根本的基準（現・無線局（基幹放送局を除く。）の開設の根本的基準）が制定され簡易無線業務、簡易無線局および簡易無線業務用無線局が定義された。免許の有効期間は免許の日から5年。 - 簡易無線業務の定義は「簡易な無線通信業務であつて前号に該当しないもの」とされ、この前号とは「アマチユア業務 金銭上の利益のためでなく、もつぱら個人的な無線技術の興味によつて行う自己訓練、通信及び技術的研究の業務」であった。 - 簡易無線業務用無線局の意義は「簡易な無線通信業務であつて、かつ、アマチユア業務に該当しない業務を行うために開設する無線局」であった。 促音、拗音の表記は原文ママ - 周波数は 465Mc - 特殊無線技士乙以上の無線従事者が必要 とされた。 電波法施行規則全部改正時に、 - 免許の有効期間は3年 但し当初の有効期限は電波法施行の日から2年後（昭和27年5月31日）まで - 周波数、空中線電力は - 463Mcまたは467Mc、最大3W - 別に公開する周波数、最大30W - 無線設備が検定合格機器であれば特殊無線技士（簡易無線電話）以上の、それ以外は第二級無線通信士以上の無線従事者が必要 とされた。 |
| 1951年 (昭和26年)            | 業務別周波数帯分配表が策定され、460～470Mcと154.53Mcが簡易無線業務用とされた。 早稲田大学に上高地登山の為として、簡易無線局の第一号、第二号が免許された。周波数467Mc、空中線電力0.1W、電波型式振幅変調(AM)。 |
| 1952年 (昭和27年)            | 5月31日に最初の免許更新 - 以後3年毎の5月31日に満了するように免許された。 |
| 1957年 (昭和32年)            | 簡易無線の周波数と空中線電力は150Mc帯の154.45Mc、154.53Mc、154.61Mcの3波で最大5Wと467Mcで最大3Wに - 現に免許を受けている簡易無線局は昭和33年5月31日までは従前の周波数と空中線電力によるものとされた。 |
| 1958年 (昭和33年)            | 運用開始の届出および免許の公示を要しない無線局となり検定合格機器が簡易な操作の対象に 検定合格機器が簡易な免許手続の対象に |
| 1960年 (昭和35年)            | 無線業務日誌の備付けが不要に |
| 1961年 (昭和36年)            | 電波法施行規則改正 - 免許の有効期間は免許の日から5年に - 27Mc帯を使用する簡易無線局として、いわゆる市民ラジオが制度化 - この「市民ラジオ」は無線電話と無線操縦の両者を併せていう。 - 無線電話の変遷については市民ラジオの制度を参照 - 無線操縦については#廃止を参照 - 150Mc帯は周波数間隔が80kcから40kcへ狭帯域化（ナロー化）され2波追加で計5波に - 465.05Mc、465.15Mc、468.75Mc、468.85Mcが追加され、従前の467Mcと合わせ計5波、最大空中線電力5Wに |
| 1969年 (昭和44年)            | 467Mcが削除 - 検定合格の効力は施行の日から5年間は有効とされた。 |
| 1970年 (昭和44年)            | 150Mc帯、465Mc帯、468Mc帯がナロー化 - 150Mc帯は周波数間隔が40kcから20kcへ再ナロー化され4波追加で計9波 - 465Mc帯、468Mc帯は周波数間隔が100kcから25kcへナロー化され各々3波追加されて各波数帯毎に5波 となった。 |
| 1972年 (昭和47年)            | 計量法改正により周波数の単位がサイクル(c)からヘルツ(Hz)に変更 |
| 1973年 (昭和48年)            | 移動する簡易無線局は無線局免許証票を備え付けることに |
| 1979年 (昭和54年)            | 無線局免許手続規則に「市民ラジオ」の語が登場し、27MHz帯の音声通信用を指すものに |
| 1982年 (昭和57年)            | 900MHz帯に80波が割り当てられ、「パーソナル無線」と呼ばれることに（その後の変遷についてはパーソナル無線を参照） |
| 1983年 (昭和58年)            | 1月1日より市民ラジオは、免許不要局に 50GHz帯に38波が割り当てられ、特定無線設備の技術基準適合証明に関する規則による証明の対象（証明機器（現・適合表示無線設備））に |
| 1984年 (昭和59年)            | 465MHz帯、468MHz帯で周波数間隔が25kHzから12.5kHzへ再ナロー化され、465MHz帯は465.0375～465.15MHzの10波、468MHz帯は468.7375～468.85MHzの10波に 電波法に規定する条件を満たす国の国籍の者への免許が認められることとなった。 |
| 1986年 (昭和61年)            | 定期検査の除外されることに |
| 1987年 (昭和62年)            | RCRが簡易無線の標準規格の策定を開始、この時に策定されたのは「RCR STD-9」と「RCR STD-10」 |
| 1990年 (平成2年)             | 468MHz帯に468.675～468.725MHzの12.5kHz間隔5波が追加され計15波に 150MHz帯、400MHz帯の簡易無線局には、「平成12年6月1日」までに自動識別装置を装置することが義務付け 無線機器型式検定規則における簡易無線局用の無線設備の合格条件の最後の改正 - 旧条件による検定合格の効力は「平成5年5月31日」まで - 旧条件による検定合格機器で「平成5年5月31日」以前に免許された簡易無線局は、設置が継続される限り「平成12年5月31日」まで検定合格機器とみなされることに |
| 1993年 (平成5年)             | 電波利用料制度化、料額の変遷は下表参照 468MHz帯に468.55～468.6625MHzの12.5kHz間隔10波が追加され計25波に |
| 1994年 (平成6年)             | 電波法に規定する条件を満たせば国籍にかかわらず免許が認められることに 348MHz帯に20波が割り当てられ、証明の対象に RCRが「ARIB STD-44」を策定 |
| 1998年 (平成10年)            | 定期検査の除外は電波法施行規則に規定されることに RFIDを応用した非接触型ICカードシステムにワイヤレスカードシステムとして13560kHzが割り当て - 空中線電力と使用場所の相違により、同周波数に構内無線局と免許不要局もあった。 ARIBが「ARIB STD-T60 ワイヤレスカードシステム」を策定 |
| 1999年 (平成11年)            | 一筐体に150MHz帯は3波まで、465MHz帯または468MHz帯は5波まで搭載できることに 簡易無線局の無線設備は、すべて証明の対象に 12月末で簡易無線局の無線設備は、すべて検定の非対象に - 検定合格の効力は有効であり、検定合格機器は従前の条件で免許可能 |
| 2002年 (平成14年)            | 電波産業会が150MHz帯と400MHz帯（465MHz帯と468MHz帯）の標準規格を改定 一筐体に150MHz帯は9波すべてを、400MHz帯は465MHz帯10波と468MHz帯25波の計35波すべてを搭載できることとなった。 13560kHzが周波数割当計画から削除 - ワイヤレスカードシステムは誘導式読み書き通信設備という許可不要の高周波利用設備となった。 |
| 2005年 (平成17年)            | スプリアス発射等の強度の許容値に関する技術基準改正により、旧技術基準に基づく無線設備による新規開局や変更の期限は「平成19年11月30日」まで、使用は「平成34年11月30日」までとされた。 - ARIBも標準規格を新技術基準にあわせ改定 |
| 2007年 (平成19年)            | 旧技術基準に基づく無線設備による新規開局や変更の期限が「平成29年11月30日」まで延長 「周波数再編アクションプラン（平成19年11月改定版）」において「400MHz帯は、アナログ方式撤廃とデジタル方式導入及びナロー化について技術基準検討を行い、平成20年度早期に関係規定を整備する。」とされた。 |
| 2008年 (平成20年)            | 総務省令・告示改正により - 351MHz帯に計35波、467MHz帯65波が割り当てられた一方で348MHz帯・465MHz帯・468MHz帯の使用は「平成34年11月30日」までとされた。 - 351MHz帯・467MHz帯はデジタルによるものとされた。 - 400MHz帯デジタル化普及の為、1筐体に（デジタル）467MHz帯65波と（アナログ）465MHz帯と468MHz帯の計35波を併せて搭載したものは、一つの無線局として申請できることとされた。 ARIBが「ARIB STD-T98」を策定 「周波数再編アクションプラン（平成20年11月改定版）」において「400MHz帯は、デジタル方式の普及を進めアナログ方式からの移行を図る。」とされた。 |
| 2009年 (平成21年)            | 4月より400MHz帯デジタルの登録、免許が開始 7月に「平成20年度電波の利用状況調査の調査結果及び評価結果」において「150MHz帯は、山間部における需要を踏まえデジタル・狭帯域化し、アナログ廃止が望ましい」と評価された。 12月に総務省は「非常通信確保のためのガイド・マニュアル」を改訂 - 災害時に総務省は簡易無線機を貸与することとされた。 |
| 2010年 (平成22年)            | 「周波数再編アクションプラン（平成22年2月改定版）」において、次のように取り組むとされた。 - 27MHz帯は、他周波数でのラジコンの普及と今後の需要が見込めないため、廃止を検討する。 - 150MHz帯は、山岳部における需要を考慮しデジタル化を検討する。 - 400MHz帯は、デジタル方式を普及し、平成34年11月30日までにアナログ方式からの移行を図る。 - 950MHz帯のRFIDの帯域950～956MHzを950～958MHzに拡大する（構内無線と特定小電力無線との中間にあたる登録制の簡易無線を新設する）ため、平成22年度中に技術基準を策定する。 5月に954.2MHzが割当て ARIBが「ARIB STD-T100 簡易無線局950MHz帯移動体識別用無線設備」を策定 |
| 2011年 (平成23年)            | 7月に「平成22年度電波の利用状況調査の調査結果及び評価結果」において「RFIDは国際協調を踏まえ915～928MHz帯へ移行を図ることが適当」と評価された。 「周波数再編アクションプラン（平成23年9月改定版）」において、次のように取り組むとされた。 - 27MHz帯は、他周波数でのラジコンの普及と今後の需要が見込めないため、廃止を検討する。 - 150MHz帯は、山岳部における需要を考慮しデジタル化を検討する。 - 400MHz帯は、デジタル方式を普及し、平成34年11月30日までにアナログ方式からの移行を図る。 - 950MHz帯は、920MHz帯（915～928MHz）へ平成24年7月25日から移行開始できるように技術基準や移行計画の策定や環境整備を実施する。また、現行周波数帯の最終使用期限を平成30年3月31日とする。 12月に総務省令・告示が改正 - 900MHz帯は、割当期限を「平成27年11月30日」とする。 - 920.5～923.5MHzを「平成24年7月25日」より割当て - 950MHz帯の新規登録・再登録は「平成24年12月31日」まで、無線設備の変更および使用期限は「平成30年3月31日」まで |
| 2012年 (平成24年)            | ARIBが「ARIB STD-T108 920MHz帯テレメータ用、テレコントロール用及びデータ伝送用無線設備」を策定 7月に「平成23年度電波の利用状況調査の調査結果及び評価結果」において、 - 27MHz帯は、無線局数が0で今後の開設も見込めないため、周波数分配を削除することが適当 - 150MHz帯は、データ通信及び多チャンネル化への対応として、デジタル化が望ましい と評価された。 8月より920MHz帯の登録が開始 「周波数再編アクションプラン（平成24年10月改定版）」において、次のように取り組むとされた。 - 27MHz帯は、無線局数が0で今後の開設も見込めないため、周波数分配を削除する。 - 150MHz帯は、データ通信及び多チャンネル化への対応として、デジタル方式導入を検討する。 - 400MHz帯は、デジタル方式の普及を進め、平成34年11月30日までにアナログ方式からの移行を図る。 12月に150MHz帯にデジタル方式28波が追加 - アナログと周波数帯を併用する。 12月末で950MHz帯の新規登録・再登録は終了、27MHz帯が周波数割当計画から削除 |
| 2013年 (平成25年)            | 150MHz帯音声通信用としてアナログ9波とデジタル19波を一筐体に搭載した機種が発売された。 2月より150MHz帯デジタルの免許が開始 4月以降は工事設計認証番号への記号表示が不要に 「周波数再編アクションプラン（平成25年10月改定版）」において、次のように取り組むとされた。 - 150MHz帯は、割当て可能になったデジタル方式の普及を進めアナログ方式からの移行を促進する。 - 400MHz帯は、デジタル方式の普及を進め、平成34年11月30日までと使用期限が付されているアナログ方式からの移行を図る。 |
| 2014年 (平成26年)            | 「周波数再編アクションプラン（平成26年10月改定版）」において、次のように取り組むとされた。 - 150MHz帯は、デジタル方式の普及を進めアナログ方式からの移行を促進する。 - 400MHz帯は、デジタル方式の普及を進め、平成34年11月30日までと使用期限が付されているアナログ方式からの移行を図る。 10月より400MHz帯デジタル免許局と登録局が日本周辺海域で使用できることに - 従前に免許又は登録された局は、免許状又は登録状の移動範囲について変更を受けなければならない。 |
| 2015年 (平成27年)            | 「周波数再編アクションプラン（平成27年10月改定版）」において、次のように取り組むとされた。 - 150MHz帯は、デジタル方式の普及を進めアナログ方式からの移行を促進する。 - 400MHz帯は、デジタル方式の普及を進め、平成34年11月30日までと使用期限が付されているアナログ方式からの移行を図る。 11月末に900MHz帯が周波数割当計画から削除 - 免許の有効期限がこの日を超える局は、有効期限まで使用できるとされた。 |
| 2016年 (平成28年)            | 「周波数再編アクションプラン（平成28年11月改定版）」において、次のように取り組むとされた。 - 150MHz帯は、デジタル方式の普及を進めアナログ方式からの移行を促進する。 - 400MHz帯は、デジタル方式の普及を進め、平成34年11月30日までと使用期限が付されているアナログ方式からの移行を図る。 総務省電波利用ホームページに「簡易無線局のデジタル化について」のページが追加 |
| 2017年 (平成29年)            | 9月末に920MHz帯が周波数割当計画から簡易無線業務への割当てが削除、簡易無線局の周波数及び空中線電力を規定する告示からも削除 - 10月以降は一般業務とされ陸上移動局として免許、既設局は陸上移動局にみなされることに 「周波数再編アクションプラン（平成29年11月改定版）」において、次のように取り組むとされた。 - 150MHz帯は、平成24年12月に新たに割当てが可能になったデジタル方式の簡易無線の普及を進めアナログ方式からの移行を促進する。 - 400MHz帯は、平成20年8月に技術基準の整備を行ったデジタル方式の簡易無線の普及を進め、周波数割当計画において平成34年11月30日までと使用期限が付されているアナログ方式からの移行を図る。 |
| 2018年 (平成30年)            | 2月末に移動する簡易無線局の無線局免許証票の備付けが廃止、3月より免許状・登録状は常置場所に備え付けることに 3月末に950MHz帯が周波数割当計画から削除 「周波数再編アクションプラン（平成30年11月改定版）」において、次のように取り組むとされた。 - 150MHz帯は、平成24年12月に新たに割当てが可能になったデジタル方式の簡易無線の普及を進めアナログ方式からの移行を促進する。 - 400MHz帯は、平成20年8月に技術基準の整備を行ったデジタル方式の簡易無線の普及を進め、周波数割当計画において平成34年11月30日までと使用期限が付されているアナログ方式からの移行を図る。 12月末に総務省令・告示から900MHz帯に関する規定が削除され、「パーソナル無線」という文言が消滅 |
| 2019年 (平成31年) (令和元年) | 2月に400MHz帯の免許局と登録局を一筐体に搭載した機種が発表された。 |
| 2019年 (平成31年) (令和元年) | 「周波数再編アクションプラン（令和元年度改定版）」において、次のように取り組むとされた。 - 150MHz帯は、平成24年12月に新たに割当てが可能になったデジタル方式の簡易無線の普及を進めアナログ方式からの移行を促進する。 - 400MHz帯は、平成20年8月に技術基準の整備を行ったデジタル方式の簡易無線の普及を進め、周波数割当計画において令和4年11月30日までと使用期限が付されているアナログ方式からの移行を図る。 |
| 2020年 (令和2年)             | 3月に400MHz帯の免許局と登録局に加えてIP無線を一筐体に搭載した機種が発表された。 「周波数再編アクションプラン（令和2年度改定版）」において、次のように取り組むとされた。 - 150MHz帯は、平成24年12月に新たに割当てが可能になったデジタル方式の簡易無線の普及を進めアナログ方式からの移行を促進する。 - 400MHz帯は、平成20年8月に技術基準の整備を行ったデジタル方式の簡易無線の普及を進め、周波数割当計画において令和4年11月30日までと使用期限が付されているアナログ方式からの移行を図る。 「周波数再編アクションプラン（令和2年度第2次改定版）」において、次のように取り組むとされた。 - 150MHz帯は、平成24年12月に新たに割当てが可能になったデジタル方式の簡易無線の普及を進めアナログ方式からの移行を促進する。 - 400MHz帯は、平成20年8月に技術基準の整備を行ったデジタル方式の簡易無線の普及を進め、アナログ方式（周波数割当計画において、周波数の使用期限を令和4年11月30日までと規定。）からの移行を図る。 |
| 2021年 (令和3年)             | 3月に簡易無線業務と簡易無線業務用無線局の定義が変更 8月に旧技術基準の無線設備の免許の有効期限は「令和4年11月30日」から当分の間延長 9月に400MHz帯アナログ方式の無線設備の免許の有効期限は「令和6年11月30日」まで延長 「周波数再編アクションプラン（令和3年度版）」において、次のように取り組むとされた。 - 150MHz帯は、平成24年12月に新たに割当てが可能になったデジタル方式の簡易無線の普及を進め、アナログ方式からの移行を促進する。 - 400MHz帯は、アナログ方式簡易無線局（周波数割当計画（令和3年9月）において、周波数の利用期限を令和6年11月30日と規定。）について、デジタル方式への移行を図るとともに、デジタル方式の簡易無線局の増加への対応や利便性向上に向けた中継技術等の検討に取り組む。 12月に900MHz帯の局数が0に |
| 2022年 (令和4年)             | 「周波数再編アクションプラン（令和4年度版）」において、次のように取り組むとされた。 - 150MHz帯は、平成24年12月に新たに割当てが可能になったデジタル方式の簡易無線の普及を進め、アナログ方式からの移行を促進する。 - 400MHz帯は、アナログ方式簡易無線局（周波数割当計画（令和3年9月）において、周波数の利用期限を令和6年11月30日と規定。）について、デジタル方式への移行を図る。デジタル方式の簡易無線局の増加への対応として令和4年度内を目途に必要な周波数の確保を図るとともに、利便性向上に向けた中継技術等の検討に取り組む。 |
| 2023年 (令和5年)             | 6月に351MHz帯の増波、467MHz帯に増波と中継機能追加 - 351MHz帯は、52波（上空波10波）を追加し計97波（上空波15波）に - 467MHz帯は、10波を追加、中継波20波（10組）を設定し計95波に 総務省電波利用ホームページに「簡易無線局」のページが追加 「周波数再編アクションプラン（令和5年度版）」において、次のように取り組むとされた。 - 350MHz帯/400MHz帯は、アナログ方式簡易無線局（周波数割当計画（令和3年9月）において、周波数の利用期限を令和6年11月30日と規定。）について、デジタル方式への移行を図る. |

局数の推移
| 年                                                                           | 局数      | 出典                        | 出典                           |
| ---------------------------------------------------------------------------- | --------- | --------------------------- | ------------------------------ |
| 平成5年度末                                                                  | 707,668   | 資料1-39 利用分野別無線局数 | 資料1-39 利用分野別無線局数    |
| 平成6年度末                                                                  | 702,364   | 資料1-39 利用分野別無線局数 | 資料1-39 利用分野別無線局数    |
| 平成7年度末                                                                  | 707,516   | 資料1-39 利用分野別無線局数 | 資料1-39 利用分野別無線局数    |
| 平成8年度末                                                                  | 720,628   | 資料1-38 利用分野別無線局数 | 資料1-38 利用分野別無線局数    |
| 平成9年度末                                                                  | 707,669   | 資料12 利用分野別無線局数   | 資料12 利用分野別無線局数      |
| 平成10年度末                                                                 | 693,695   | 資料14 利用分野別無線局数   | 資料14 利用分野別無線局数      |
| 平成11年度末                                                                 | 660,883   | 地域・局種別無線局数        | 平成11年度第4四半期末          |
| 平成12年度末                                                                 | 579,823   | 地域・局種別無線局数        | 平成12年度第4四半期末          |
| 平成13年度末                                                                 | 587,184   | 用途別無線局数              | H13 用途・業務・免許人・局種別 |
| 平成14年度末                                                                 | 583,028   | 用途別無線局数              | H14 用途・局種別無線局数       |
| 平成15年度末                                                                 | 591,462   | 用途別無線局数              | H15 用途・局種別無線局数       |
| 平成16年度末                                                                 | 599,425   | 用途別無線局数              | H16 用途・局種別無線局数       |
| 平成17年度末                                                                 | 613,063   | 用途別無線局数              | H17 用途・局種別無線局数       |
| 平成18年度末                                                                 | 632,541   | 用途別無線局数              | H18 用途・局種別無線局数       |
| 平成19年度末                                                                 | 658,371   | 用途別無線局数              | H19 用途・局種別無線局数       |
| 平成20年度末                                                                 | 673,973   | 用途別無線局数              | H20 用途・局種別無線局数       |
| 平成21年度末                                                                 | 697,785   | 用途別無線局数              | H21 用途・局種別無線局数       |
| 平成22年度末                                                                 | 701,003   | 用途別無線局数              | H22 用途・局種別無線局数       |
| 平成23年度末                                                                 | 756,493   | 用途別無線局数              | H23 用途・局種別無線局数       |
| 平成24年度末                                                                 | 822,861   | 用途別無線局数              | H24 用途・局種別無線局数       |
| 平成25年度末                                                                 | 891,175   | 用途別無線局数              | H25 用途・局種別無線局数       |
| 平成26年度末                                                                 | 961,056   | 用途別無線局数              | H26 用途・局種別無線局数       |
| 平成27年度末                                                                 | 1,042,522 | 用途別無線局数              | H27 用途・局種別無線局数       |
| 平成28年度末                                                                 | 1,114,576 | 用途別無線局数              | H28 用途・局種別無線局数       |
| 平成29年度末                                                                 | 1,183,448 | 用途別無線局数              | H29 用途・局種別無線局数       |
| 平成30年度末                                                                 | 1,250,949 | 用途別無線局数              | H30 用途・局種別無線局数       |
| 令和元年度末                                                                 | 1,323,124 | 用途別無線局数              | R01 用途・局種別無線局数       |
| 令和2年度末                                                                  | 1,364,917 | 用途別無線局数              | R02 用途・局種別無線局数       |
| 令和3年度末                                                                  | 1,417,943 | 用途別無線局数              | R03 用途・局種別無線局数       |
| 令和4年度末                                                                  | 1,431,101 | 用途別無線局数              | R04 用途・局種別無線局数       |
| 令和5年度末                                                                  | 1,498,079 | 用途別無線局数              | R05 用途・局種別無線局数       |
| 注 - パーソナル無線は除く。 - 平成21年度より免許局と登録局が合算されている。 |           |                             |                                |

アナログ局数の推移
| 年度                         | 調査基準日     | 種別           | 局数    | 出典                                                                        | 出典      |
| ---------------------------- | -------------- | -------------- | ------- | --------------------------------------------------------------------------- | --------- |
| 平成20年度                   | 平成20年3月5日 | 簡易無線150MHz | 156,889 | 平成20年度電波の利用状況調査の調査結果 （770MHz以下の周波数帯） 平成20年5月 | p.636     |
| 平成20年度                   | 平成20年3月5日 | 簡易無線350MHz | 95,036  | 平成20年度電波の利用状況調査の調査結果 （770MHz以下の周波数帯） 平成20年5月 | p.1074    |
| 平成20年度                   | 平成20年3月5日 | 簡易無線400MHz | 400,936 | 平成20年度電波の利用状況調査の調査結果 （770MHz以下の周波数帯） 平成20年5月 | p.1076    |
| 平成23年度                   | 平成23年3月1日 | 簡易無線150MHz | 137,664 | 平成23年度電波の利用状況調査の調査結果 （770MHz以下の周波数帯） 平成24年5月 | p.554     |
| 平成23年度                   | 平成23年3月1日 | 簡易無線350MHz | 87,693  | 平成23年度電波の利用状況調査の調査結果 （770MHz以下の周波数帯） 平成24年5月 | p.942     |
| 平成23年度                   | 平成23年3月1日 | 簡易無線400MHz | 451,489 | 平成23年度電波の利用状況調査の調査結果 （770MHz以下の周波数帯） 平成24年5月 | p.944     |
| 平成26年度                   | 平成26年3月3日 | 簡易無線150MHz | 123,528 | 平成26年度電波の利用状況調査の調査結果 （714MHz以下の周波数帯） 平成27年4月 | 601頁     |
| 平成26年度                   | 平成26年3月3日 | 簡易無線350MHz | 75,272  | 平成26年度電波の利用状況調査の調査結果 （714MHz以下の周波数帯） 平成27年4月 | 1033頁    |
| 平成26年度                   | 平成26年3月3日 | 簡易無線400MHz | 499,568 | 平成26年度電波の利用状況調査の調査結果 （714MHz以下の周波数帯） 平成27年4月 | 1035頁    |
| 平成29年度                   | 平成29年3月1日 | 簡易無線150MHz | 113,755 | 平成29年度電波の利用状況調査の調査結果 （714MHz以下の周波数帯） 平成30年5月 | p.635     |
| 平成29年度                   | 平成29年3月1日 | 簡易無線350MHz | 55,590  | 平成29年度電波の利用状況調査の調査結果 （714MHz以下の周波数帯） 平成30年5月 | p.1149    |
| 平成29年度                   | 平成29年3月1日 | 簡易無線400MHz | 515,725 | 平成29年度電波の利用状況調査の調査結果 （714MHz以下の周波数帯） 平成30年5月 | p.1151    |
| 令和2年度                    | 令和2年4月1日  | 簡易無線150MHz | 99,586  | 令和2年度電波の利用状況調査の調査結果 （714MHz以下の周波数帯）              | p.1-3-502 |
| 令和2年度                    | 令和2年4月1日  | 簡易無線350MHz | 33,531  | 令和2年度電波の利用状況調査の調査結果 （714MHz以下の周波数帯）              | p.1-5-370 |
| 令和2年度                    | 令和2年4月1日  | 簡易無線460MHz | 420,929 | 令和2年度電波の利用状況調査の調査結果 （714MHz以下の周波数帯）              | p.1-5-373 |
| 令和4年度                    | 令和4年4月1日  | 簡易無線150MHz | 89,772  | 令和4年度電波の利用状況調査の調査結果 （714MHz以下の周波数帯）              | p.1-3-502 |
| 令和4年度                    | 令和4年4月1日  | 簡易無線350MHz | 18,285  | 令和4年度電波の利用状況調査の調査結果 （714MHz以下の周波数帯）              | p.1-4-43  |
| 令和4年度                    | 令和4年4月1日  | 簡易無線460MHz | 284,091 | 令和4年度電波の利用状況調査の調査結果 （714MHz以下の周波数帯）              | p.1-5-415 |
| 種別の周波数の表記は原文ママ |                |                |         |                                                                             |           |

デジタル局数の推移
| 年度                                                                          | 調査基準日     | 種別                              | 局数    | 出典                                                                        | 出典      |
| ----------------------------------------------------------------------------- | -------------- | --------------------------------- | ------- | --------------------------------------------------------------------------- | --------- |
| 平成23年度                                                                    | 平成23年3月1日 | デジタル簡易無線350MHz （登録局） | 31,958  | 平成23年度電波の利用状況調査の調査結果 （770MHz以下の周波数帯） 平成24年5月 | p.965     |
| 平成23年度                                                                    | 平成23年3月1日 | デジタル簡易無線460MHz            | 20,092  | 平成23年度電波の利用状況調査の調査結果 （770MHz以下の周波数帯） 平成24年5月 | p.966     |
| 平成26年度                                                                    | 平成26年3月3日 | デジタル簡易無線150MHz            | 1,114   | 平成26年度電波の利用状況調査の調査結果 （714MHz以下の周波数帯） 平成27年4月 | 602頁     |
| 平成26年度                                                                    | 平成26年3月3日 | デジタル簡易無線350MHz （登録局） | 172,443 | 平成26年度電波の利用状況調査の調査結果 （714MHz以下の周波数帯） 平成27年4月 | 1037頁    |
| 平成26年度                                                                    | 平成26年3月3日 | デジタル簡易無線460MHz            | 117,276 | 平成26年度電波の利用状況調査の調査結果 （714MHz以下の周波数帯） 平成27年4月 | 1038頁    |
| 平成29年度                                                                    | 平成29年3月1日 | デジタル簡易無線150MHz            | 10,234  | 平成29年度電波の利用状況調査の調査結果 （714MHz以下の周波数帯） 平成30年5月 | p.636     |
| 平成29年度                                                                    | 平成29年3月1日 | デジタル簡易無線350MHz （登録局） | 378,831 | 平成29年度電波の利用状況調査の調査結果 （714MHz以下の周波数帯） 平成30年5月 | p.1153    |
| 平成29年度                                                                    | 平成29年3月1日 | デジタル簡易無線460MHz            | 242,554 | 平成29年度電波の利用状況調査の調査結果 （714MHz以下の周波数帯） 平成30年5月 | p.1154    |
| 令和2年度                                                                     | 令和2年4月1日  | デジタル簡易無線150MHz            | 23,583  | 令和2年度電波の利用状況調査の調査結果 （714MHz以下の周波数帯）              | p.1-3-474 |
| 令和2年度                                                                     | 令和2年4月1日  | デジタル簡易無線350MHz （登録局） | 614,520 | 令和2年度電波の利用状況調査の調査結果 （714MHz以下の周波数帯）              | p.1-5-372 |
| 令和2年度                                                                     | 令和2年4月1日  | デジタル簡易無線460MHz            | 370,038 | 令和2年度電波の利用状況調査の調査結果 （714MHz以下の周波数帯）              | p.1-5-375 |
| 令和4年度                                                                     | 令和4年4月1日  | デジタル簡易無線150MHz            | 30,804  | 令和4年度電波の利用状況調査の調査結果 （714MHz以下の周波数帯）              | p.1-3-504 |
| 令和4年度                                                                     | 令和4年4月1日  | デジタル簡易無線350MHz （登録局） | 744,416 | 令和4年度電波の利用状況調査の調査結果 （714MHz以下の周波数帯）              | p.1-5-413 |
| 令和4年度                                                                     | 令和4年4月1日  | デジタル簡易無線460MHz            | 440,160 | 令和4年度電波の利用状況調査の調査結果 （714MHz以下の周波数帯）              | p.1-5-417 |
| 登録局数は、個別登録と包括登録の開設局数との合計 種別の周波数の表記は原文ママ |                |                                   |         |                                                                             |           |

50GHz帯局数の推移
| 年度       | 調査基準日      | 局数  | 出典                               |
| ---------- | --------------- | ----- | ---------------------------------- |
| 平成18年度 | 平成18年3月1日  | 3,198 | システム名 50GHz帯簡易無線         |
| 平成21年度 | 平成21年3月5日  | 2,760 | 電波利用システム名 50GHz帯簡易無線 |
| 平成24年度 | 平成24年3月1日  | 1,898 | 電波利用システム名 50GHz帯簡易無線 |
| 平成27年度 | 平成27年3月2日  | 1,281 | 電波利用システム名 50GHz帯簡易無線 |
| 平成30年度 | 平成30年3月30日 | 937   | 電波利用システム名 50GHz帯簡易無線 |
| 令和3年度  | 令和3年4月1日   | 590   | 電波利用システム名 50GHz帯簡易無線 |
| 令和5年度  | 令和5年4月1日   | 312   | 電波利用システム名 50GHz帯簡易無線 |

電波利用料額
電波法別表第6第1項の「移動する無線局」が適用される。
| 年月                                | 免許局 | 登録局 | 包括登録 | 備考                   |
| ----------------------------------- | ------ | ------ | -------- | ---------------------- |
| 1993年（平成5年）4月                | 600円  | －     | －       |                        |
| 1997年（平成9年）10月               | 600円  | －     | －       |                        |
| 2006年（平成18年）4月               | 600円  | －     | －       |                        |
| 2008年（平成20年）10月              | 400円  | 400円  | 360円    | 登録局、包括登録が導入 |
| 2011年（平成23年）10月              | 500円  | 500円  | 450円    |                        |
| 2014年（平成26年）10月              | 600円  | 600円  | 540円    |                        |
| 2017年（平成29年）10月              | 600円  | 600円  | 450円    |                        |
| 2019年（令和元年）10月              | 400円  | 400円  | 400円    |                        |
| 2022年（令和4年）10月               | 400円  | 400円  | 400円    |                        |
| 注 料額は減免措置を考慮していない。 |        |        |          |                        |

## 廃止
簡易無線として廃止されたものの廃止時点の情報を参考として掲げる。
配列は周波数順で簡易無線としての廃止日順ではない。
チャネル番号は電波産業会標準規格による。
13560kHz
空中線電力最大1W、変調方式の規定なし、標準規格 ARIB STD-T60 ワイヤレスカードシステム（廃止済み）（内容はARIB STD-T82 誘導式読み書き通信設備（ワイヤレスカードシステム等）に継承）
27MHz帯
- 無線電話

市民ラジオの制度を参照
- 無線操縦

| 周波数   | 空中線電力 | 変調方式 | 備考 |
| -------- | ---------- | -------- | --- |
| 27048kHz | 最大1W     | AM       | - 周波数割当てが削除されているので、総務省令・告示にある技術基準を満たす無線機器による免許申請をしても、拒絶される。 - 技術基準は、無線電話用と同時期に送信空中線はホイップ型で2m以内、アース装置は不可とされて以来、変更がなかった。 - 検定合格機器は一種のみ、適合表示無線設備はなく使用実績は皆無も同然であった。 |
| 27120kHz | 最大0.5W   | AM       | - 周波数割当てが削除されているので、総務省令・告示にある技術基準を満たす無線機器による免許申請をしても、拒絶される。 - 技術基準は、無線電話用と同時期に送信空中線はホイップ型で2m以内、アース装置は不可とされて以来、変更がなかった。 - 検定合格機器は一種のみ、適合表示無線設備はなく使用実績は皆無も同然であった。 |
| 27136kHz | 最大0.5W   | AM       | - 周波数割当てが削除されているので、総務省令・告示にある技術基準を満たす無線機器による免許申請をしても、拒絶される。 - 技術基準は、無線電話用と同時期に送信空中線はホイップ型で2m以内、アース装置は不可とされて以来、変更がなかった。 - 検定合格機器は一種のみ、適合表示無線設備はなく使用実績は皆無も同然であった。 |
| 27152kHz | 最大1W     | AM       | - 周波数割当てが削除されているので、総務省令・告示にある技術基準を満たす無線機器による免許申請をしても、拒絶される。 - 技術基準は、無線電話用と同時期に送信空中線はホイップ型で2m以内、アース装置は不可とされて以来、変更がなかった。 - 検定合格機器は一種のみ、適合表示無線設備はなく使用実績は皆無も同然であった。 |

460～470Mc
この周波数帯が割り当てられていた期間内に、467Mc以外の検定合格機器は無く免許が公示された無線局も無い。
467Mcは、最大空中線電力5W、変調方式はAM又はFM、送信及び受信に水晶発振を使用する義務は無い（自励発振及び超再生検波の使用を容認）。
- 制度化当初の技術基準を追認してきたもの[178]

余談であるが、デジタル化により周波数467MHzが「復活」した。
900MHz帯
パーソナル無線#廃止を参照
920MHz帯
| 周波数                                 | 単位チャネル | 単位チャネル | 空中線電力 | 備考 |
| 周波数                                 | 番号         | 中心周波数   | 空中線電力 | 備考 |
| -------------------------------------- | ------------ | ------------ | ---------- | --- |
| 920.5MHz～ 923.5MHzまで 詳細は右記参照 | 24           | 920.6MHz     | 最大250mW  | - 950MHz帯と同様のパッシブ型ICタグシステム以外にアクティブ型のリーダライタ及び各種センサーを用いた遠隔測定や遠隔制御、データ伝送などにも使用。 - 周波数は、 - 占有周波数帯域200kHz以下 920.6～923.4MHzまで100kHz間隔 - 同200kHzを超え400kHz以下 920.7～923.3MHzまで100kHz間隔 - 同400kHzを超え600kHz以下 920.8～923.2MHzまで100kHz間隔 - 同600kHzを超え800kHz以下 920.9～923.1MHzまで100kHz間隔 - 同800kHzを超え1MHz以下 921～923MHzまで100kHz間隔 - 最大5隣接単位チャネルまで同時に動作可。但し、922.2MHz以下はパッシブ型が優先する為、チャネル32以下とチャネル33以上の同時使用は禁止。 - 変調方式の規定なし。 - 915.9～928.1MHzは、 - パッシブ型移動体識別用の最大空中線電力1Wの登録を要する構内無線局 - 簡易無線局と同用途の最大空中線電力250mWの特定小電力無線局 に割り当てられ周波数帯を共用 - 標準規格 ARIB STD-T108 920MHz帯テレメータ用、テレコントロール用及びデータ伝送用無線設備 |
| 920.5MHz～ 923.5MHzまで 詳細は右記参照 | 25           | 920.8MHz     | 最大250mW  | - 950MHz帯と同様のパッシブ型ICタグシステム以外にアクティブ型のリーダライタ及び各種センサーを用いた遠隔測定や遠隔制御、データ伝送などにも使用。 - 周波数は、 - 占有周波数帯域200kHz以下 920.6～923.4MHzまで100kHz間隔 - 同200kHzを超え400kHz以下 920.7～923.3MHzまで100kHz間隔 - 同400kHzを超え600kHz以下 920.8～923.2MHzまで100kHz間隔 - 同600kHzを超え800kHz以下 920.9～923.1MHzまで100kHz間隔 - 同800kHzを超え1MHz以下 921～923MHzまで100kHz間隔 - 最大5隣接単位チャネルまで同時に動作可。但し、922.2MHz以下はパッシブ型が優先する為、チャネル32以下とチャネル33以上の同時使用は禁止。 - 変調方式の規定なし。 - 915.9～928.1MHzは、 - パッシブ型移動体識別用の最大空中線電力1Wの登録を要する構内無線局 - 簡易無線局と同用途の最大空中線電力250mWの特定小電力無線局 に割り当てられ周波数帯を共用 - 標準規格 ARIB STD-T108 920MHz帯テレメータ用、テレコントロール用及びデータ伝送用無線設備 |
| 920.5MHz～ 923.5MHzまで 詳細は右記参照 | 26           | 921.0MHz     | 最大250mW  | - 950MHz帯と同様のパッシブ型ICタグシステム以外にアクティブ型のリーダライタ及び各種センサーを用いた遠隔測定や遠隔制御、データ伝送などにも使用。 - 周波数は、 - 占有周波数帯域200kHz以下 920.6～923.4MHzまで100kHz間隔 - 同200kHzを超え400kHz以下 920.7～923.3MHzまで100kHz間隔 - 同400kHzを超え600kHz以下 920.8～923.2MHzまで100kHz間隔 - 同600kHzを超え800kHz以下 920.9～923.1MHzまで100kHz間隔 - 同800kHzを超え1MHz以下 921～923MHzまで100kHz間隔 - 最大5隣接単位チャネルまで同時に動作可。但し、922.2MHz以下はパッシブ型が優先する為、チャネル32以下とチャネル33以上の同時使用は禁止。 - 変調方式の規定なし。 - 915.9～928.1MHzは、 - パッシブ型移動体識別用の最大空中線電力1Wの登録を要する構内無線局 - 簡易無線局と同用途の最大空中線電力250mWの特定小電力無線局 に割り当てられ周波数帯を共用 - 標準規格 ARIB STD-T108 920MHz帯テレメータ用、テレコントロール用及びデータ伝送用無線設備 |
| 920.5MHz～ 923.5MHzまで 詳細は右記参照 | 27           | 921.2MHz     | 最大250mW  | - 950MHz帯と同様のパッシブ型ICタグシステム以外にアクティブ型のリーダライタ及び各種センサーを用いた遠隔測定や遠隔制御、データ伝送などにも使用。 - 周波数は、 - 占有周波数帯域200kHz以下 920.6～923.4MHzまで100kHz間隔 - 同200kHzを超え400kHz以下 920.7～923.3MHzまで100kHz間隔 - 同400kHzを超え600kHz以下 920.8～923.2MHzまで100kHz間隔 - 同600kHzを超え800kHz以下 920.9～923.1MHzまで100kHz間隔 - 同800kHzを超え1MHz以下 921～923MHzまで100kHz間隔 - 最大5隣接単位チャネルまで同時に動作可。但し、922.2MHz以下はパッシブ型が優先する為、チャネル32以下とチャネル33以上の同時使用は禁止。 - 変調方式の規定なし。 - 915.9～928.1MHzは、 - パッシブ型移動体識別用の最大空中線電力1Wの登録を要する構内無線局 - 簡易無線局と同用途の最大空中線電力250mWの特定小電力無線局 に割り当てられ周波数帯を共用 - 標準規格 ARIB STD-T108 920MHz帯テレメータ用、テレコントロール用及びデータ伝送用無線設備 |
| 920.5MHz～ 923.5MHzまで 詳細は右記参照 | 28           | 921.4MHz     | 最大250mW  | - 950MHz帯と同様のパッシブ型ICタグシステム以外にアクティブ型のリーダライタ及び各種センサーを用いた遠隔測定や遠隔制御、データ伝送などにも使用。 - 周波数は、 - 占有周波数帯域200kHz以下 920.6～923.4MHzまで100kHz間隔 - 同200kHzを超え400kHz以下 920.7～923.3MHzまで100kHz間隔 - 同400kHzを超え600kHz以下 920.8～923.2MHzまで100kHz間隔 - 同600kHzを超え800kHz以下 920.9～923.1MHzまで100kHz間隔 - 同800kHzを超え1MHz以下 921～923MHzまで100kHz間隔 - 最大5隣接単位チャネルまで同時に動作可。但し、922.2MHz以下はパッシブ型が優先する為、チャネル32以下とチャネル33以上の同時使用は禁止。 - 変調方式の規定なし。 - 915.9～928.1MHzは、 - パッシブ型移動体識別用の最大空中線電力1Wの登録を要する構内無線局 - 簡易無線局と同用途の最大空中線電力250mWの特定小電力無線局 に割り当てられ周波数帯を共用 - 標準規格 ARIB STD-T108 920MHz帯テレメータ用、テレコントロール用及びデータ伝送用無線設備 |
| 920.5MHz～ 923.5MHzまで 詳細は右記参照 | 29           | 921.6MHz     | 最大250mW  | - 950MHz帯と同様のパッシブ型ICタグシステム以外にアクティブ型のリーダライタ及び各種センサーを用いた遠隔測定や遠隔制御、データ伝送などにも使用。 - 周波数は、 - 占有周波数帯域200kHz以下 920.6～923.4MHzまで100kHz間隔 - 同200kHzを超え400kHz以下 920.7～923.3MHzまで100kHz間隔 - 同400kHzを超え600kHz以下 920.8～923.2MHzまで100kHz間隔 - 同600kHzを超え800kHz以下 920.9～923.1MHzまで100kHz間隔 - 同800kHzを超え1MHz以下 921～923MHzまで100kHz間隔 - 最大5隣接単位チャネルまで同時に動作可。但し、922.2MHz以下はパッシブ型が優先する為、チャネル32以下とチャネル33以上の同時使用は禁止。 - 変調方式の規定なし。 - 915.9～928.1MHzは、 - パッシブ型移動体識別用の最大空中線電力1Wの登録を要する構内無線局 - 簡易無線局と同用途の最大空中線電力250mWの特定小電力無線局 に割り当てられ周波数帯を共用 - 標準規格 ARIB STD-T108 920MHz帯テレメータ用、テレコントロール用及びデータ伝送用無線設備 |
| 920.5MHz～ 923.5MHzまで 詳細は右記参照 | 30           | 921.8MHz     | 最大250mW  | - 950MHz帯と同様のパッシブ型ICタグシステム以外にアクティブ型のリーダライタ及び各種センサーを用いた遠隔測定や遠隔制御、データ伝送などにも使用。 - 周波数は、 - 占有周波数帯域200kHz以下 920.6～923.4MHzまで100kHz間隔 - 同200kHzを超え400kHz以下 920.7～923.3MHzまで100kHz間隔 - 同400kHzを超え600kHz以下 920.8～923.2MHzまで100kHz間隔 - 同600kHzを超え800kHz以下 920.9～923.1MHzまで100kHz間隔 - 同800kHzを超え1MHz以下 921～923MHzまで100kHz間隔 - 最大5隣接単位チャネルまで同時に動作可。但し、922.2MHz以下はパッシブ型が優先する為、チャネル32以下とチャネル33以上の同時使用は禁止。 - 変調方式の規定なし。 - 915.9～928.1MHzは、 - パッシブ型移動体識別用の最大空中線電力1Wの登録を要する構内無線局 - 簡易無線局と同用途の最大空中線電力250mWの特定小電力無線局 に割り当てられ周波数帯を共用 - 標準規格 ARIB STD-T108 920MHz帯テレメータ用、テレコントロール用及びデータ伝送用無線設備 |
| 920.5MHz～ 923.5MHzまで 詳細は右記参照 | 31           | 922.0MHz     | 最大250mW  | - 950MHz帯と同様のパッシブ型ICタグシステム以外にアクティブ型のリーダライタ及び各種センサーを用いた遠隔測定や遠隔制御、データ伝送などにも使用。 - 周波数は、 - 占有周波数帯域200kHz以下 920.6～923.4MHzまで100kHz間隔 - 同200kHzを超え400kHz以下 920.7～923.3MHzまで100kHz間隔 - 同400kHzを超え600kHz以下 920.8～923.2MHzまで100kHz間隔 - 同600kHzを超え800kHz以下 920.9～923.1MHzまで100kHz間隔 - 同800kHzを超え1MHz以下 921～923MHzまで100kHz間隔 - 最大5隣接単位チャネルまで同時に動作可。但し、922.2MHz以下はパッシブ型が優先する為、チャネル32以下とチャネル33以上の同時使用は禁止。 - 変調方式の規定なし。 - 915.9～928.1MHzは、 - パッシブ型移動体識別用の最大空中線電力1Wの登録を要する構内無線局 - 簡易無線局と同用途の最大空中線電力250mWの特定小電力無線局 に割り当てられ周波数帯を共用 - 標準規格 ARIB STD-T108 920MHz帯テレメータ用、テレコントロール用及びデータ伝送用無線設備 |
| 920.5MHz～ 923.5MHzまで 詳細は右記参照 | 32           | 922.2MHz     | 最大250mW  | - 950MHz帯と同様のパッシブ型ICタグシステム以外にアクティブ型のリーダライタ及び各種センサーを用いた遠隔測定や遠隔制御、データ伝送などにも使用。 - 周波数は、 - 占有周波数帯域200kHz以下 920.6～923.4MHzまで100kHz間隔 - 同200kHzを超え400kHz以下 920.7～923.3MHzまで100kHz間隔 - 同400kHzを超え600kHz以下 920.8～923.2MHzまで100kHz間隔 - 同600kHzを超え800kHz以下 920.9～923.1MHzまで100kHz間隔 - 同800kHzを超え1MHz以下 921～923MHzまで100kHz間隔 - 最大5隣接単位チャネルまで同時に動作可。但し、922.2MHz以下はパッシブ型が優先する為、チャネル32以下とチャネル33以上の同時使用は禁止。 - 変調方式の規定なし。 - 915.9～928.1MHzは、 - パッシブ型移動体識別用の最大空中線電力1Wの登録を要する構内無線局 - 簡易無線局と同用途の最大空中線電力250mWの特定小電力無線局 に割り当てられ周波数帯を共用 - 標準規格 ARIB STD-T108 920MHz帯テレメータ用、テレコントロール用及びデータ伝送用無線設備 |
| 920.5MHz～ 923.5MHzまで 詳細は右記参照 | 33           | 922.4MHz     | 最大250mW  | - 950MHz帯と同様のパッシブ型ICタグシステム以外にアクティブ型のリーダライタ及び各種センサーを用いた遠隔測定や遠隔制御、データ伝送などにも使用。 - 周波数は、 - 占有周波数帯域200kHz以下 920.6～923.4MHzまで100kHz間隔 - 同200kHzを超え400kHz以下 920.7～923.3MHzまで100kHz間隔 - 同400kHzを超え600kHz以下 920.8～923.2MHzまで100kHz間隔 - 同600kHzを超え800kHz以下 920.9～923.1MHzまで100kHz間隔 - 同800kHzを超え1MHz以下 921～923MHzまで100kHz間隔 - 最大5隣接単位チャネルまで同時に動作可。但し、922.2MHz以下はパッシブ型が優先する為、チャネル32以下とチャネル33以上の同時使用は禁止。 - 変調方式の規定なし。 - 915.9～928.1MHzは、 - パッシブ型移動体識別用の最大空中線電力1Wの登録を要する構内無線局 - 簡易無線局と同用途の最大空中線電力250mWの特定小電力無線局 に割り当てられ周波数帯を共用 - 標準規格 ARIB STD-T108 920MHz帯テレメータ用、テレコントロール用及びデータ伝送用無線設備 |
| 920.5MHz～ 923.5MHzまで 詳細は右記参照 | 34           | 922.6MHz     | 最大250mW  | - 950MHz帯と同様のパッシブ型ICタグシステム以外にアクティブ型のリーダライタ及び各種センサーを用いた遠隔測定や遠隔制御、データ伝送などにも使用。 - 周波数は、 - 占有周波数帯域200kHz以下 920.6～923.4MHzまで100kHz間隔 - 同200kHzを超え400kHz以下 920.7～923.3MHzまで100kHz間隔 - 同400kHzを超え600kHz以下 920.8～923.2MHzまで100kHz間隔 - 同600kHzを超え800kHz以下 920.9～923.1MHzまで100kHz間隔 - 同800kHzを超え1MHz以下 921～923MHzまで100kHz間隔 - 最大5隣接単位チャネルまで同時に動作可。但し、922.2MHz以下はパッシブ型が優先する為、チャネル32以下とチャネル33以上の同時使用は禁止。 - 変調方式の規定なし。 - 915.9～928.1MHzは、 - パッシブ型移動体識別用の最大空中線電力1Wの登録を要する構内無線局 - 簡易無線局と同用途の最大空中線電力250mWの特定小電力無線局 に割り当てられ周波数帯を共用 - 標準規格 ARIB STD-T108 920MHz帯テレメータ用、テレコントロール用及びデータ伝送用無線設備 |
| 920.5MHz～ 923.5MHzまで 詳細は右記参照 | 35           | 922.8MHz     | 最大250mW  | - 950MHz帯と同様のパッシブ型ICタグシステム以外にアクティブ型のリーダライタ及び各種センサーを用いた遠隔測定や遠隔制御、データ伝送などにも使用。 - 周波数は、 - 占有周波数帯域200kHz以下 920.6～923.4MHzまで100kHz間隔 - 同200kHzを超え400kHz以下 920.7～923.3MHzまで100kHz間隔 - 同400kHzを超え600kHz以下 920.8～923.2MHzまで100kHz間隔 - 同600kHzを超え800kHz以下 920.9～923.1MHzまで100kHz間隔 - 同800kHzを超え1MHz以下 921～923MHzまで100kHz間隔 - 最大5隣接単位チャネルまで同時に動作可。但し、922.2MHz以下はパッシブ型が優先する為、チャネル32以下とチャネル33以上の同時使用は禁止。 - 変調方式の規定なし。 - 915.9～928.1MHzは、 - パッシブ型移動体識別用の最大空中線電力1Wの登録を要する構内無線局 - 簡易無線局と同用途の最大空中線電力250mWの特定小電力無線局 に割り当てられ周波数帯を共用 - 標準規格 ARIB STD-T108 920MHz帯テレメータ用、テレコントロール用及びデータ伝送用無線設備 |
| 920.5MHz～ 923.5MHzまで 詳細は右記参照 | 36           | 923.0MHz     | 最大250mW  | - 950MHz帯と同様のパッシブ型ICタグシステム以外にアクティブ型のリーダライタ及び各種センサーを用いた遠隔測定や遠隔制御、データ伝送などにも使用。 - 周波数は、 - 占有周波数帯域200kHz以下 920.6～923.4MHzまで100kHz間隔 - 同200kHzを超え400kHz以下 920.7～923.3MHzまで100kHz間隔 - 同400kHzを超え600kHz以下 920.8～923.2MHzまで100kHz間隔 - 同600kHzを超え800kHz以下 920.9～923.1MHzまで100kHz間隔 - 同800kHzを超え1MHz以下 921～923MHzまで100kHz間隔 - 最大5隣接単位チャネルまで同時に動作可。但し、922.2MHz以下はパッシブ型が優先する為、チャネル32以下とチャネル33以上の同時使用は禁止。 - 変調方式の規定なし。 - 915.9～928.1MHzは、 - パッシブ型移動体識別用の最大空中線電力1Wの登録を要する構内無線局 - 簡易無線局と同用途の最大空中線電力250mWの特定小電力無線局 に割り当てられ周波数帯を共用 - 標準規格 ARIB STD-T108 920MHz帯テレメータ用、テレコントロール用及びデータ伝送用無線設備 |
| 920.5MHz～ 923.5MHzまで 詳細は右記参照 | 37           | 923.2MHz     | 最大250mW  | - 950MHz帯と同様のパッシブ型ICタグシステム以外にアクティブ型のリーダライタ及び各種センサーを用いた遠隔測定や遠隔制御、データ伝送などにも使用。 - 周波数は、 - 占有周波数帯域200kHz以下 920.6～923.4MHzまで100kHz間隔 - 同200kHzを超え400kHz以下 920.7～923.3MHzまで100kHz間隔 - 同400kHzを超え600kHz以下 920.8～923.2MHzまで100kHz間隔 - 同600kHzを超え800kHz以下 920.9～923.1MHzまで100kHz間隔 - 同800kHzを超え1MHz以下 921～923MHzまで100kHz間隔 - 最大5隣接単位チャネルまで同時に動作可。但し、922.2MHz以下はパッシブ型が優先する為、チャネル32以下とチャネル33以上の同時使用は禁止。 - 変調方式の規定なし。 - 915.9～928.1MHzは、 - パッシブ型移動体識別用の最大空中線電力1Wの登録を要する構内無線局 - 簡易無線局と同用途の最大空中線電力250mWの特定小電力無線局 に割り当てられ周波数帯を共用 - 標準規格 ARIB STD-T108 920MHz帯テレメータ用、テレコントロール用及びデータ伝送用無線設備 |
| 920.5MHz～ 923.5MHzまで 詳細は右記参照 | 38           | 923.4MHz     | 最大250mW  | - 950MHz帯と同様のパッシブ型ICタグシステム以外にアクティブ型のリーダライタ及び各種センサーを用いた遠隔測定や遠隔制御、データ伝送などにも使用。 - 周波数は、 - 占有周波数帯域200kHz以下 920.6～923.4MHzまで100kHz間隔 - 同200kHzを超え400kHz以下 920.7～923.3MHzまで100kHz間隔 - 同400kHzを超え600kHz以下 920.8～923.2MHzまで100kHz間隔 - 同600kHzを超え800kHz以下 920.9～923.1MHzまで100kHz間隔 - 同800kHzを超え1MHz以下 921～923MHzまで100kHz間隔 - 最大5隣接単位チャネルまで同時に動作可。但し、922.2MHz以下はパッシブ型が優先する為、チャネル32以下とチャネル33以上の同時使用は禁止。 - 変調方式の規定なし。 - 915.9～928.1MHzは、 - パッシブ型移動体識別用の最大空中線電力1Wの登録を要する構内無線局 - 簡易無線局と同用途の最大空中線電力250mWの特定小電力無線局 に割り当てられ周波数帯を共用 - 標準規格 ARIB STD-T108 920MHz帯テレメータ用、テレコントロール用及びデータ伝送用無線設備 |

950MHz帯
| 周波数                  | 単位チャネル | 単位チャネル | 空中線電力 | 備考 |
| 周波数                  | 番号         | 中心周波数   | 空中線電力 | 備考 |
| ----------------------- | ------------ | ------------ | ---------- | --- |
| 954.2MHz 詳細は右記参照 | 7            | 952.2MHz     | 最大250mW  | 950～958MHzは、同用途の - 最大空中線電力1Wの登録を要する構内無線局 - 同10mWの特定小電力無線局 があって、空中線電力が両者の中間にあるため「中出力型電子タグシステム」と呼ばれた。 - 工場や倉庫などでICタグを荷物や商品につけ、流通の効率化や在庫管理に使用 - 変調方式の規定なし。 - 最大21隣接単位チャネルまで同時に動作可 - 標準規格 ARIB STD-T100 簡易無線局950MHz帯移動体識別用無線設備（廃止済み） |
| 954.2MHz 詳細は右記参照 | 8            | 952.4MHz     | 最大250mW  | 950～958MHzは、同用途の - 最大空中線電力1Wの登録を要する構内無線局 - 同10mWの特定小電力無線局 があって、空中線電力が両者の中間にあるため「中出力型電子タグシステム」と呼ばれた。 - 工場や倉庫などでICタグを荷物や商品につけ、流通の効率化や在庫管理に使用 - 変調方式の規定なし。 - 最大21隣接単位チャネルまで同時に動作可 - 標準規格 ARIB STD-T100 簡易無線局950MHz帯移動体識別用無線設備（廃止済み） |
| 954.2MHz 詳細は右記参照 | 9            | 952.6MHz     | 最大250mW  | 950～958MHzは、同用途の - 最大空中線電力1Wの登録を要する構内無線局 - 同10mWの特定小電力無線局 があって、空中線電力が両者の中間にあるため「中出力型電子タグシステム」と呼ばれた。 - 工場や倉庫などでICタグを荷物や商品につけ、流通の効率化や在庫管理に使用 - 変調方式の規定なし。 - 最大21隣接単位チャネルまで同時に動作可 - 標準規格 ARIB STD-T100 簡易無線局950MHz帯移動体識別用無線設備（廃止済み） |
| 954.2MHz 詳細は右記参照 | 10           | 952.8MHz     | 最大250mW  | 950～958MHzは、同用途の - 最大空中線電力1Wの登録を要する構内無線局 - 同10mWの特定小電力無線局 があって、空中線電力が両者の中間にあるため「中出力型電子タグシステム」と呼ばれた。 - 工場や倉庫などでICタグを荷物や商品につけ、流通の効率化や在庫管理に使用 - 変調方式の規定なし。 - 最大21隣接単位チャネルまで同時に動作可 - 標準規格 ARIB STD-T100 簡易無線局950MHz帯移動体識別用無線設備（廃止済み） |
| 954.2MHz 詳細は右記参照 | 11           | 953.0MHz     | 最大250mW  | 950～958MHzは、同用途の - 最大空中線電力1Wの登録を要する構内無線局 - 同10mWの特定小電力無線局 があって、空中線電力が両者の中間にあるため「中出力型電子タグシステム」と呼ばれた。 - 工場や倉庫などでICタグを荷物や商品につけ、流通の効率化や在庫管理に使用 - 変調方式の規定なし。 - 最大21隣接単位チャネルまで同時に動作可 - 標準規格 ARIB STD-T100 簡易無線局950MHz帯移動体識別用無線設備（廃止済み） |
| 954.2MHz 詳細は右記参照 | 12           | 953.2MHz     | 最大250mW  | 950～958MHzは、同用途の - 最大空中線電力1Wの登録を要する構内無線局 - 同10mWの特定小電力無線局 があって、空中線電力が両者の中間にあるため「中出力型電子タグシステム」と呼ばれた。 - 工場や倉庫などでICタグを荷物や商品につけ、流通の効率化や在庫管理に使用 - 変調方式の規定なし。 - 最大21隣接単位チャネルまで同時に動作可 - 標準規格 ARIB STD-T100 簡易無線局950MHz帯移動体識別用無線設備（廃止済み） |
| 954.2MHz 詳細は右記参照 | 13           | 953.4MHz     | 最大250mW  | 950～958MHzは、同用途の - 最大空中線電力1Wの登録を要する構内無線局 - 同10mWの特定小電力無線局 があって、空中線電力が両者の中間にあるため「中出力型電子タグシステム」と呼ばれた。 - 工場や倉庫などでICタグを荷物や商品につけ、流通の効率化や在庫管理に使用 - 変調方式の規定なし。 - 最大21隣接単位チャネルまで同時に動作可 - 標準規格 ARIB STD-T100 簡易無線局950MHz帯移動体識別用無線設備（廃止済み） |
| 954.2MHz 詳細は右記参照 | 14           | 953.6MHz     | 最大250mW  | 950～958MHzは、同用途の - 最大空中線電力1Wの登録を要する構内無線局 - 同10mWの特定小電力無線局 があって、空中線電力が両者の中間にあるため「中出力型電子タグシステム」と呼ばれた。 - 工場や倉庫などでICタグを荷物や商品につけ、流通の効率化や在庫管理に使用 - 変調方式の規定なし。 - 最大21隣接単位チャネルまで同時に動作可 - 標準規格 ARIB STD-T100 簡易無線局950MHz帯移動体識別用無線設備（廃止済み） |
| 954.2MHz 詳細は右記参照 | 15           | 953.8MHz     | 最大250mW  | 950～958MHzは、同用途の - 最大空中線電力1Wの登録を要する構内無線局 - 同10mWの特定小電力無線局 があって、空中線電力が両者の中間にあるため「中出力型電子タグシステム」と呼ばれた。 - 工場や倉庫などでICタグを荷物や商品につけ、流通の効率化や在庫管理に使用 - 変調方式の規定なし。 - 最大21隣接単位チャネルまで同時に動作可 - 標準規格 ARIB STD-T100 簡易無線局950MHz帯移動体識別用無線設備（廃止済み） |
| 954.2MHz 詳細は右記参照 | 16           | 954.0MHz     | 最大250mW  | 950～958MHzは、同用途の - 最大空中線電力1Wの登録を要する構内無線局 - 同10mWの特定小電力無線局 があって、空中線電力が両者の中間にあるため「中出力型電子タグシステム」と呼ばれた。 - 工場や倉庫などでICタグを荷物や商品につけ、流通の効率化や在庫管理に使用 - 変調方式の規定なし。 - 最大21隣接単位チャネルまで同時に動作可 - 標準規格 ARIB STD-T100 簡易無線局950MHz帯移動体識別用無線設備（廃止済み） |
| 954.2MHz 詳細は右記参照 | 17           | 954.2MHz     | 最大250mW  | 950～958MHzは、同用途の - 最大空中線電力1Wの登録を要する構内無線局 - 同10mWの特定小電力無線局 があって、空中線電力が両者の中間にあるため「中出力型電子タグシステム」と呼ばれた。 - 工場や倉庫などでICタグを荷物や商品につけ、流通の効率化や在庫管理に使用 - 変調方式の規定なし。 - 最大21隣接単位チャネルまで同時に動作可 - 標準規格 ARIB STD-T100 簡易無線局950MHz帯移動体識別用無線設備（廃止済み） |
| 954.2MHz 詳細は右記参照 | 18           | 954.4MHz     | 最大250mW  | 950～958MHzは、同用途の - 最大空中線電力1Wの登録を要する構内無線局 - 同10mWの特定小電力無線局 があって、空中線電力が両者の中間にあるため「中出力型電子タグシステム」と呼ばれた。 - 工場や倉庫などでICタグを荷物や商品につけ、流通の効率化や在庫管理に使用 - 変調方式の規定なし。 - 最大21隣接単位チャネルまで同時に動作可 - 標準規格 ARIB STD-T100 簡易無線局950MHz帯移動体識別用無線設備（廃止済み） |
| 954.2MHz 詳細は右記参照 | 19           | 954.6MHz     | 最大250mW  | 950～958MHzは、同用途の - 最大空中線電力1Wの登録を要する構内無線局 - 同10mWの特定小電力無線局 があって、空中線電力が両者の中間にあるため「中出力型電子タグシステム」と呼ばれた。 - 工場や倉庫などでICタグを荷物や商品につけ、流通の効率化や在庫管理に使用 - 変調方式の規定なし。 - 最大21隣接単位チャネルまで同時に動作可 - 標準規格 ARIB STD-T100 簡易無線局950MHz帯移動体識別用無線設備（廃止済み） |
| 954.2MHz 詳細は右記参照 | 20           | 954.8MHz     | 最大250mW  | 950～958MHzは、同用途の - 最大空中線電力1Wの登録を要する構内無線局 - 同10mWの特定小電力無線局 があって、空中線電力が両者の中間にあるため「中出力型電子タグシステム」と呼ばれた。 - 工場や倉庫などでICタグを荷物や商品につけ、流通の効率化や在庫管理に使用 - 変調方式の規定なし。 - 最大21隣接単位チャネルまで同時に動作可 - 標準規格 ARIB STD-T100 簡易無線局950MHz帯移動体識別用無線設備（廃止済み） |
| 954.2MHz 詳細は右記参照 | 21           | 955.0MHz     | 最大250mW  | 950～958MHzは、同用途の - 最大空中線電力1Wの登録を要する構内無線局 - 同10mWの特定小電力無線局 があって、空中線電力が両者の中間にあるため「中出力型電子タグシステム」と呼ばれた。 - 工場や倉庫などでICタグを荷物や商品につけ、流通の効率化や在庫管理に使用 - 変調方式の規定なし。 - 最大21隣接単位チャネルまで同時に動作可 - 標準規格 ARIB STD-T100 簡易無線局950MHz帯移動体識別用無線設備（廃止済み） |
| 954.2MHz 詳細は右記参照 | 22           | 955.2MHz     | 最大250mW  | 950～958MHzは、同用途の - 最大空中線電力1Wの登録を要する構内無線局 - 同10mWの特定小電力無線局 があって、空中線電力が両者の中間にあるため「中出力型電子タグシステム」と呼ばれた。 - 工場や倉庫などでICタグを荷物や商品につけ、流通の効率化や在庫管理に使用 - 変調方式の規定なし。 - 最大21隣接単位チャネルまで同時に動作可 - 標準規格 ARIB STD-T100 簡易無線局950MHz帯移動体識別用無線設備（廃止済み） |
| 954.2MHz 詳細は右記参照 | 23           | 955.4MHz     | 最大250mW  | 950～958MHzは、同用途の - 最大空中線電力1Wの登録を要する構内無線局 - 同10mWの特定小電力無線局 があって、空中線電力が両者の中間にあるため「中出力型電子タグシステム」と呼ばれた。 - 工場や倉庫などでICタグを荷物や商品につけ、流通の効率化や在庫管理に使用 - 変調方式の規定なし。 - 最大21隣接単位チャネルまで同時に動作可 - 標準規格 ARIB STD-T100 簡易無線局950MHz帯移動体識別用無線設備（廃止済み） |
| 954.2MHz 詳細は右記参照 | 24           | 955.6MHz     | 最大250mW  | 950～958MHzは、同用途の - 最大空中線電力1Wの登録を要する構内無線局 - 同10mWの特定小電力無線局 があって、空中線電力が両者の中間にあるため「中出力型電子タグシステム」と呼ばれた。 - 工場や倉庫などでICタグを荷物や商品につけ、流通の効率化や在庫管理に使用 - 変調方式の規定なし。 - 最大21隣接単位チャネルまで同時に動作可 - 標準規格 ARIB STD-T100 簡易無線局950MHz帯移動体識別用無線設備（廃止済み） |
| 954.2MHz 詳細は右記参照 | 25           | 955.8MHz     | 最大250mW  | 950～958MHzは、同用途の - 最大空中線電力1Wの登録を要する構内無線局 - 同10mWの特定小電力無線局 があって、空中線電力が両者の中間にあるため「中出力型電子タグシステム」と呼ばれた。 - 工場や倉庫などでICタグを荷物や商品につけ、流通の効率化や在庫管理に使用 - 変調方式の規定なし。 - 最大21隣接単位チャネルまで同時に動作可 - 標準規格 ARIB STD-T100 簡易無線局950MHz帯移動体識別用無線設備（廃止済み） |
| 954.2MHz 詳細は右記参照 | 26           | 956.0MHz     | 最大250mW  | 950～958MHzは、同用途の - 最大空中線電力1Wの登録を要する構内無線局 - 同10mWの特定小電力無線局 があって、空中線電力が両者の中間にあるため「中出力型電子タグシステム」と呼ばれた。 - 工場や倉庫などでICタグを荷物や商品につけ、流通の効率化や在庫管理に使用 - 変調方式の規定なし。 - 最大21隣接単位チャネルまで同時に動作可 - 標準規格 ARIB STD-T100 簡易無線局950MHz帯移動体識別用無線設備（廃止済み） |
| 954.2MHz 詳細は右記参照 | 27           | 956.2MHz     | 最大250mW  | 950～958MHzは、同用途の - 最大空中線電力1Wの登録を要する構内無線局 - 同10mWの特定小電力無線局 があって、空中線電力が両者の中間にあるため「中出力型電子タグシステム」と呼ばれた。 - 工場や倉庫などでICタグを荷物や商品につけ、流通の効率化や在庫管理に使用 - 変調方式の規定なし。 - 最大21隣接単位チャネルまで同時に動作可 - 標準規格 ARIB STD-T100 簡易無線局950MHz帯移動体識別用無線設備（廃止済み） |

| 年                                                                                           | 平成23年 | 平成24年 | 平成24年 | 平成25年 | 平成25年 | 平成26年 | 平成26年 | 平成27年 | 平成27年 | 平成28年 | 平成28年 | 平成29年 |
| 月                                                                                           | 10月     | 4月      | 10月     | 4月      | 10月     | 4月      | 10月     | 4月      | 10月     | 4月      | 10月     | 4月      |
| -------------------------------------------------------------------------------------------- | -------- | -------- | -------- | -------- | -------- | -------- | -------- | -------- | -------- | -------- | -------- | -------- |
| 登録局                                                                                       | 4,529    | 4,829    | 5,028    | 6,144    | 5,808    | 1,576    | 896      | 388      | 231      | 155      | 49       | 38       |
| 周波数の使用期限に定めのある電波利用システム等の無線局数の推移 注 構内無線局との合算である。 |          |          |          |          |          |          |          |          |          |          |          |          |

920MHz帯への移行を促進する為、新たにこの周波数帯を携帯電話業務に使用するソフトバンク（旧称ソフトバンクモバイル）が期限内に無線機を取り替える費用を負担する「終了促進措置」を実施していた。